# Az aradi vértanúk emlékezete

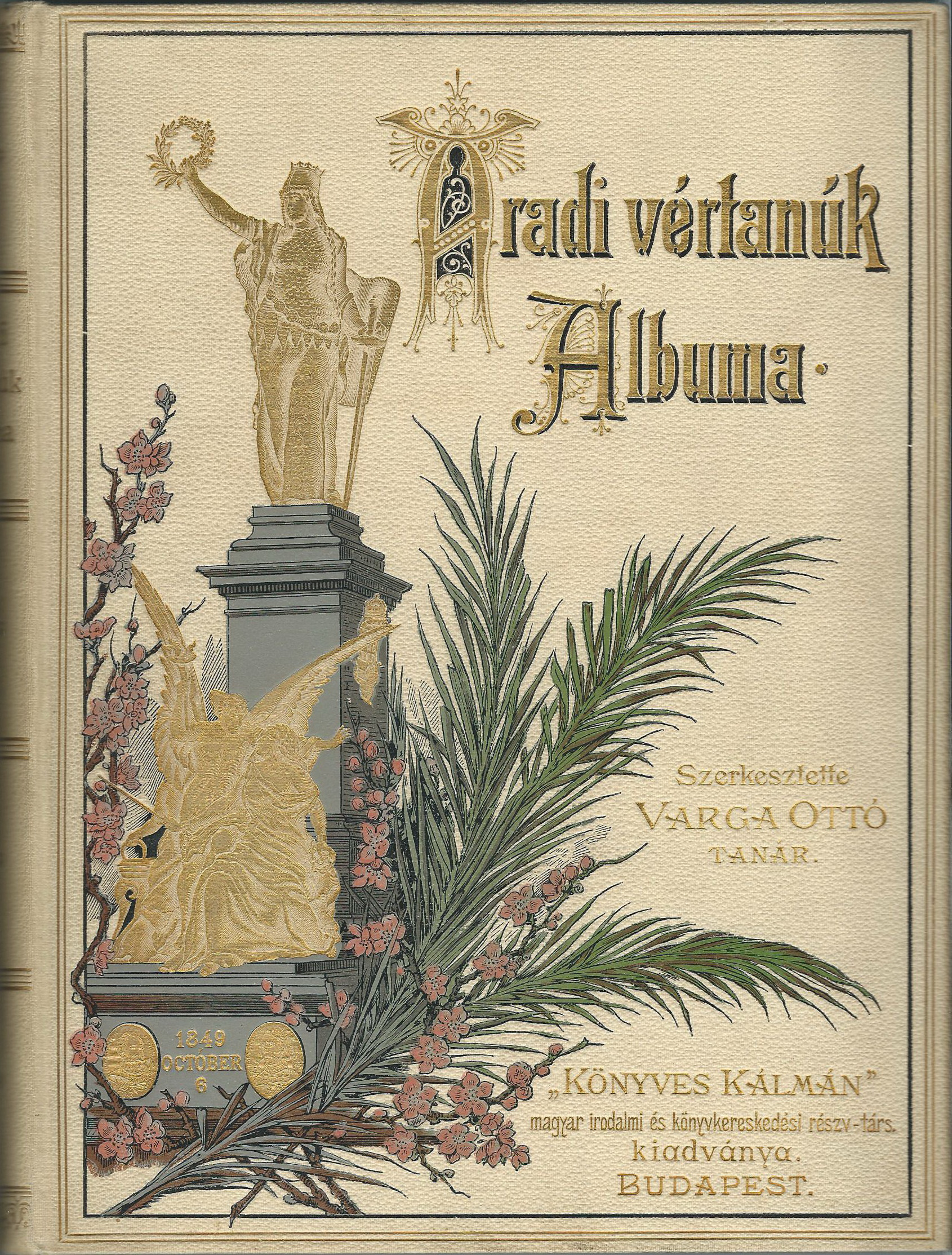
A Varga Ottó által szerkesztett Aradi vértanúk albuma 1893-as, negyedik kiadásának borítója

Az 1849. október 6-án kivégzett aradi vértanúk kultusza és legendája  már aznap elkezdődött, hiszen – a szemtanúk elbeszélése alapján – már egy-két órával a kivégzéseket követően tömegekben zarándokoltak a kivégzés helyére a gyászolók. Mindenki sírt, imádkozott, és ezen a napon minden boltot, nyilvános helyiséget bezártak.
A vértanúk emlékének megörökítésére, köztéri szobor, vagy emlékmű felállítására csak a kiegyezés után lehetett gondolni. Barabás Béla jogász, volt országgyűlési képviselő 1929-ben megjelent emlékirataiból ismert, hogy édesapja volt az első, aki egy kiszáradt eperfát és egy keresztet vitetett ki a kivégzés helyszínére. Az eperfa 13 ágára ragasztott cédulákra írták fel a tizenhárom vértanú nevét. 1871-ben a vértanúk emlékének ápolását felvállaló Aradi Honvédegylet egy emlékkővel helyettesítette a kiszáradt eperfát. A vesztőhelyen ma látható obeliszket Haeffner Ernő, a győri 48-as Honvédegylet jegyzője kezdeményezésére 1881-ben állították fel. Az 1932. évi ásatások során sikerült azonosítani azoknak a honvéd főtiszteknek a maradványait, akiket a bitófák tövébe temettek. A kivégzés tényleges helye eszerint a Maros egyik hídjától 250 méterre volt. Miután 1867 júniusában létrehozták az első szoborbizottságot, végül 1890-ben egy emlékművet is avattak Arad városában. Az aradi „Szabadságharcos Emléktárgyak Országos Múzeuma” az egyik legjelentősebb magyarországi szakgyűjteménnyé vált.
Október 6-át a magyar kormány 2001-ben nemzeti gyásznappá, az aradi vértanúk emléknapjává nyilvánította Magyarországon és a magyarok által lakott területeken.

## A tizenhármak feltételezett utolsó mondatai

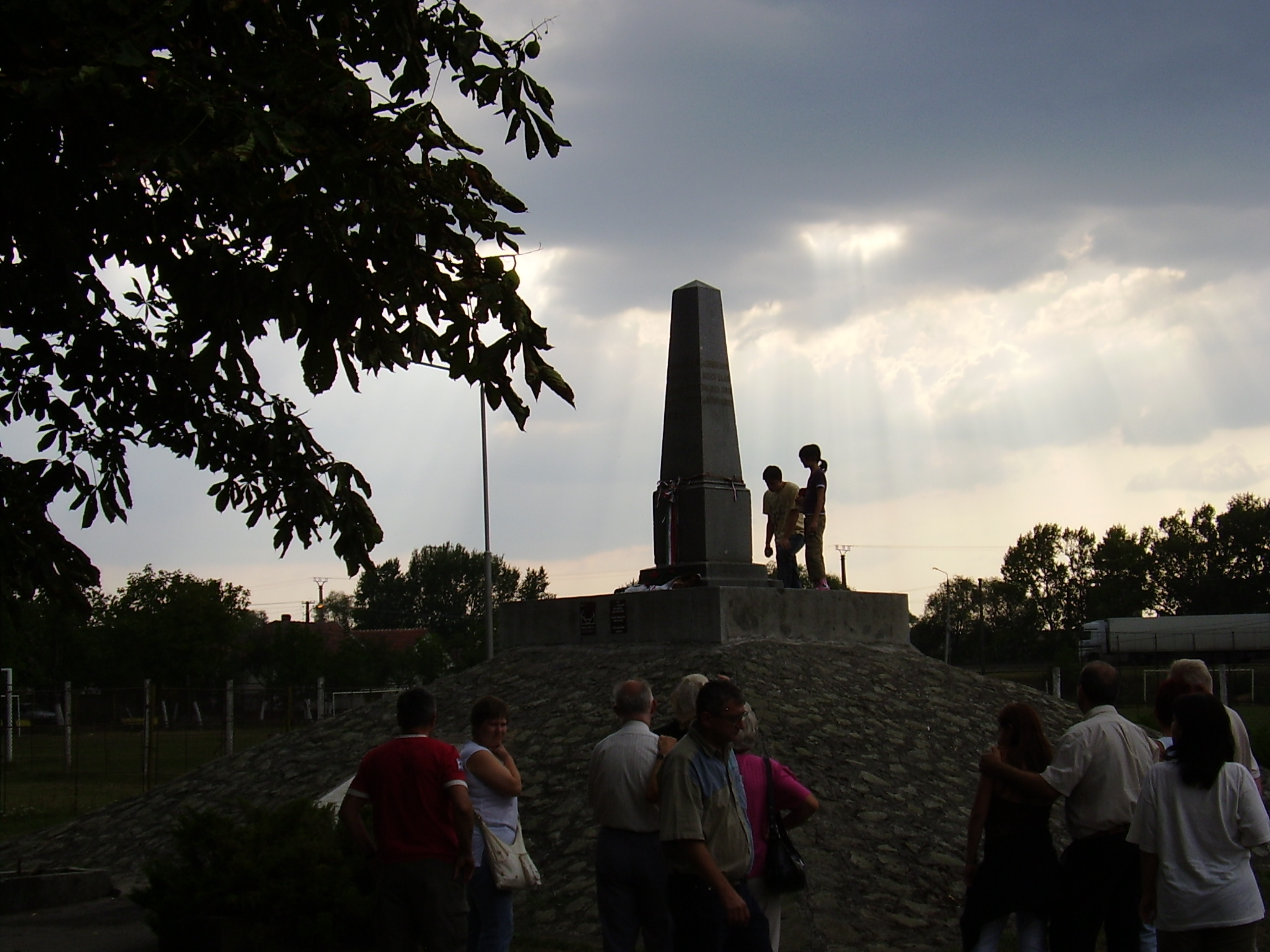
Emlékoszlop a kivégzések helyén Aradon

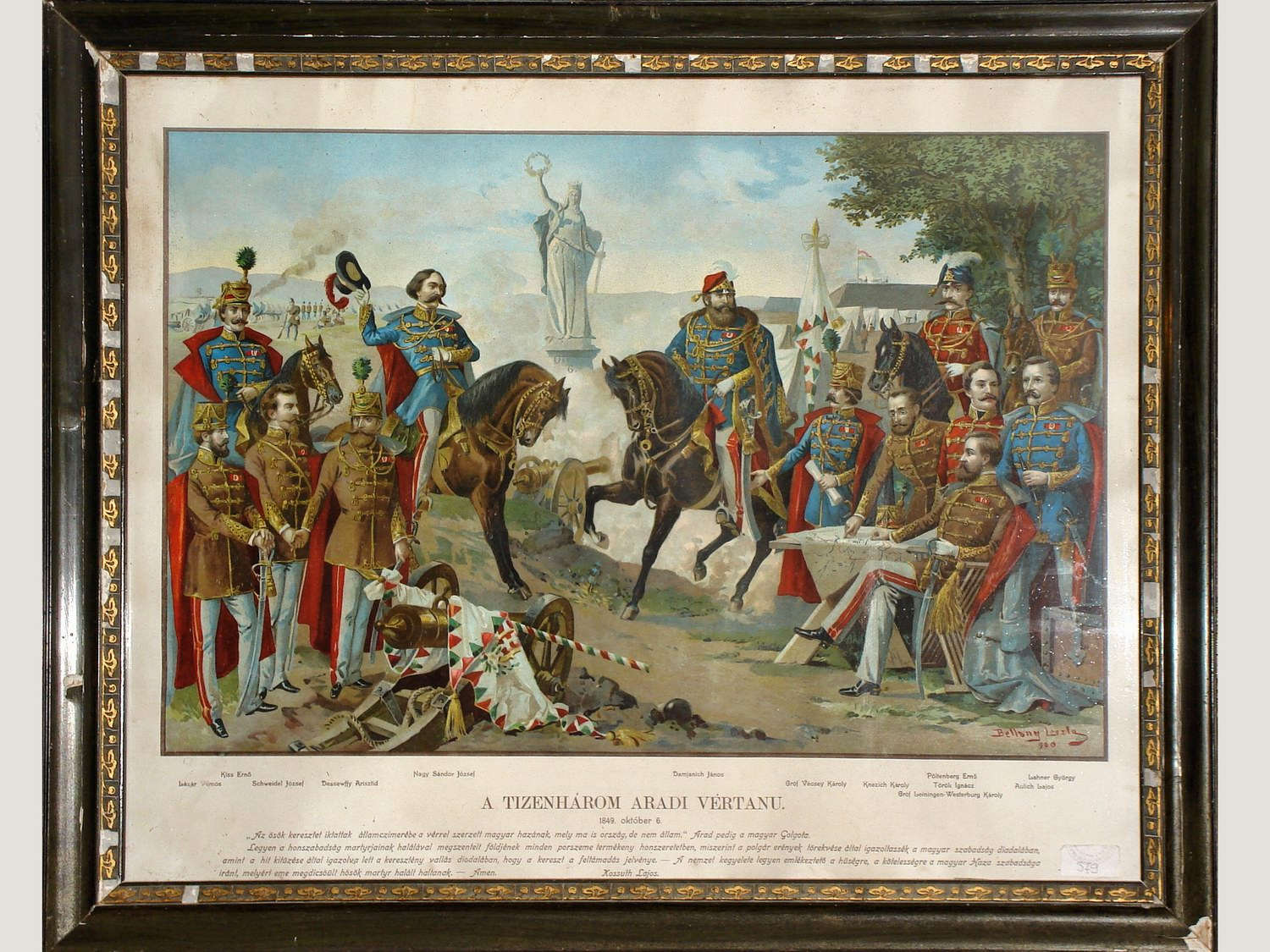
A tizenhárom aradi vértanú (litográfia, 19. század vége)

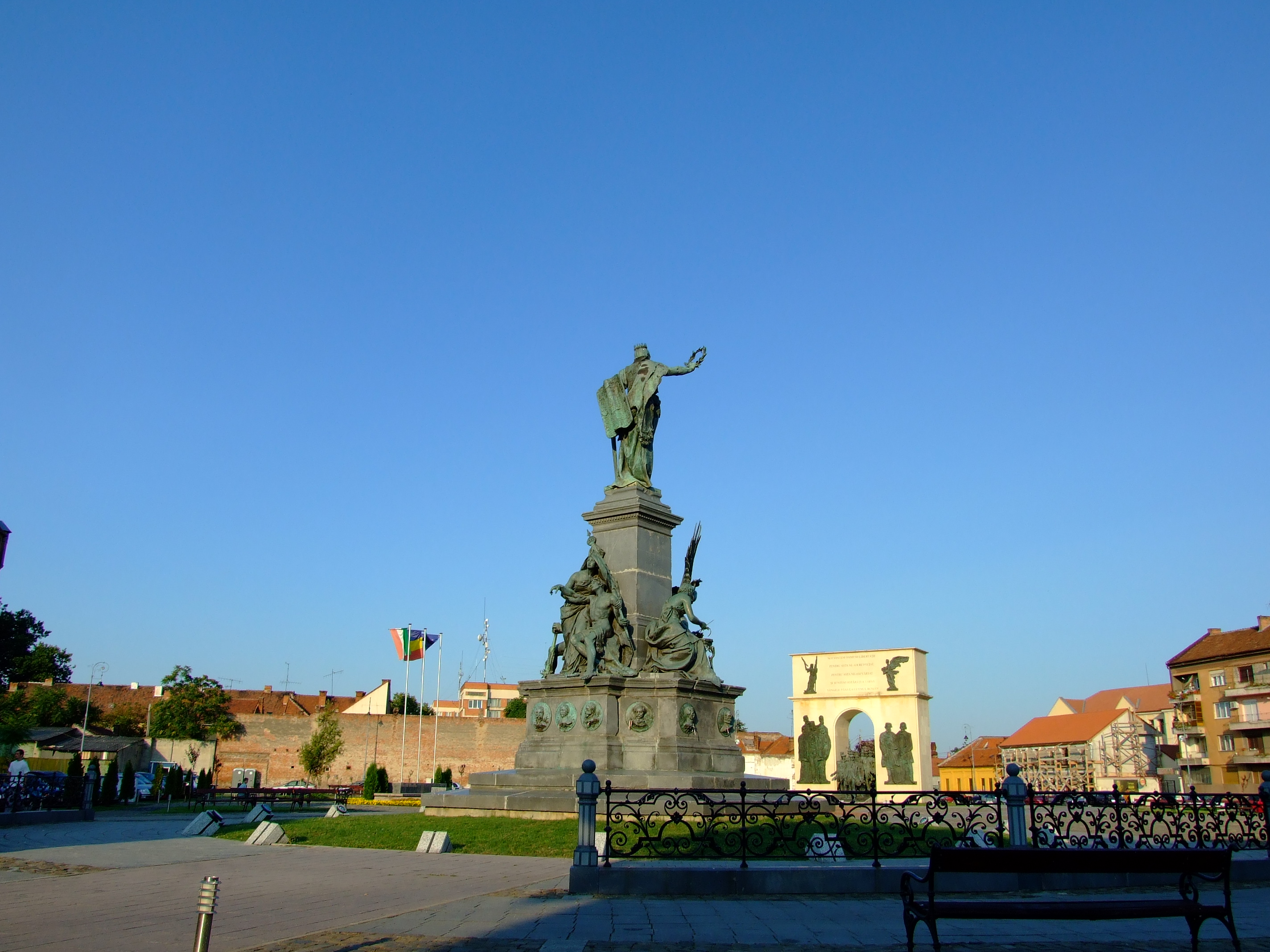
Az Aradi vértanúk emlékműve Aradon. 1925-ben a Ion I. C. Brătianu vezette kormány 1512/925 számú rendeletére eltávolították. A szobrot, román és magyar hivatalos személyek jelenlétében, 2004. április 25-én a román-magyar megbékélésnek szentelt emlékparkban újra felállították

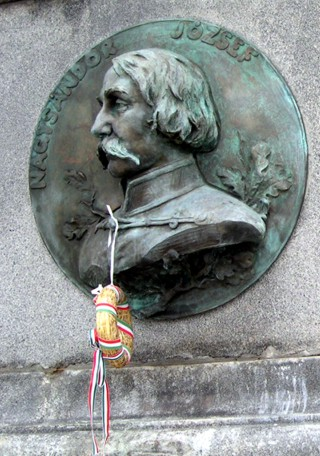
Nagysándor József domborműve az aradi Szabadság-szobor talapzatán

A magyar köztudatban az alábbi mondatok sokáig mint hiteles, a vértanúk által kivégzésükkor valóban elmondott szavak éltek. A valóság az, hogy e mondatok később, stílusuk alapján a 19. század vége körül, ismeretlen szerző által elképzelt mondatok. A kivégzés napjáról számtalan, sok esetben a szemtanúk által lejegyzett feljegyzés és visszaemlékezés maradt fenn, azonban ezek egyike sem említi e mondatokat, szerintük a vértanúk némán mentek hóhérjaik elé. Nem idézi e mondatokat Gracza György:  Az 1848–49-iki magyar szabadságharc története című, 1894-ben megjelent monumentális, öt kötetből álló munkája sem, aki pedig a kivégzés előtti éjszakát és a kivégzés napját percről percre, szemtanúk visszaemlékezéseit felhasználva közli. A költött mondatok:
Harcunk nem a nemzetiség, hanem a köz szabadságharca az abszolutizmus ellen. Győzelmeink elődiadalai a világszabadságnak.
| Aradi vértanú                                                   | Származása | Legenda szerinti utolsó mondata |
| * Aulich Lajos honvéd tábornok (1793–1849)                      | német      | „Szolgáltam, szolgáltam, mindig csak szolgáltam. És halálommal is szolgálni fogok. Forrón szeretett magyar népem és hazám, tudom megértik azt a szolgálatot.”                                   |
| * Damjanich János honvéd tábornok (1804–1849)                   | szerb      | „Legyőztük a halált, mert bármikor készek voltunk elviselni azt.” |
| * Dessewffy Arisztid gróf, honvéd tábornok (1802–1849)          | magyar     | „Tegnap hősök kellettek, ma mártírok… Így parancsolja ezt hazám szolgálata.” |
| * Kiss Ernő honvéd altábornagy (1799–1849)                      | örmény     | „Istenem, az újkor ifjúsága egész ember lesz-e? Árpádok dicső szentjei virrasszatok a magyar ifjúság felett, hogy Krisztusé legyen a szívük és a hazáé az életük.”                              |
| * Knezić Károly honvéd tábornok (1808–1849)                     | horvát     | „Milyen különös, hogy Haynau bíró is keresztény és én is az vagyok. Csak az ördög keverhette így össze a kártyákat.”                                                                            |
| * Láhner György honvéd tábornok (1795–1849)                     | német      | „Krisztus keresztje és a bitófa oly rokon. És az isteni áldozat mellett oly törpe az én áldozatom.”                                                                                             |
| * Lázár Vilmos honvéd ezredes (1815–1849)                       | örmény     | „Ki tehet arról, hogy ilyen a magyar sorsa? Krisztus keresztje tövében érett apostollá az apostolok lelke és bitófák tövében kell forradalmárrá érni a magyar lelkeknek.”                       |
| * Leiningen-Westerburg Károly gróf, honvéd tábornok (1819–1849) | német      | „A világ feleszmél majd, ha látja a hóhérok munkáját.” |
| * Nagysándor József honvéd tábornok (1803–1849)                 | magyar     | „De rettenetes volna most az elmúlásra gondolni, ha semmit sem tettem volna az életemben. Alázatosan borulok Istenem elé, hogy hőssé, igaz emberré, jó katonává tett.”                          |
| * Poeltenberg Ernő lovag, honvéd tábornok (1808–1849)           | osztrák    | „Minket az ellenség dühös bosszúja juttatott ide.” |
| * Schweidel József honvéd tábornok (1796–1849)                  | német      | „A mai világ a sátán világa, ahol a becsületért bitó, az árulásért hatalom jár. Csak egy igazi forradalom, a világ új forradalmi embersége söpörheti el ezt az átkozott, meghasonlott világot.” |
| * Török Ignác honvéd tábornok (1795–1849)                       | magyar     | „Nemsokára Isten legmagasabb ítélőszéke elé állok. Életem parányi súly csupán, de tudom, hogy mindig csak Őt szolgáltam.”                                                                       |
| * Vécsey Károly gróf, honvéd tábornok (1803-1849)               | magyar     | „Isten adta a szívet, lelket nekem, amely népem és hazám szolgálatáért lángolt.” |

## P.V.D.T.N.A.K.L.S.
A kivégzést követően állítólag egy osztrák tiszt az alábbi mondatban foglalta össze az aradi vértanúk nevének kezdőbetűit:

„Pannonia! Vergiss Deine Todten Nicht, Als Kläger Leben Sie! (Magyarország! Ne feledd halottaidat, mint vádlók élnek ők!).”

A mondat rövidítését – P.V.D.T.N.A.K.L.S. – többen karkötőre vésve viselték, tiltakozva a bécsi elnyomás ellen. Azért csak kilenc betűből áll, mert többüknek azonos betűvel kezdődött a neve.
P = Pöltenberg Ernő

V = gr. Vécsey Károly 

D = Damjanich János, Dessewffy Arisztid 

T = Török Ignác 

N = Nagy-Sándor József 

A = Aulich Lajos 

K = Kiss Ernő, Knézich Károly 

L = gr. Leiningen-Westerburg Károly, Lázár Vilmos, Lahner György

S = Schweidel József 
A vértanúk neveinek megőrzésére, illetve a rövidítés megfejtéseként magyar mondat is született:

„Pokol Vigye Dinasztia Tetteit, Nemzetünk Átka Kísérje Léptöket Sírjukig.”

## Emlékművek, emlékparkok

### Vértanúk Fala emlékmű a kiskőrösi szoborparkban
A kiskőrösi Petőfi Múzeum kertjében lévő szoborparkban áll a Vértanúk fala emlékmű, ahol elhelyezték a 13 aradi vértanú és Batthyány Lajos vértanú miniszterelnök domborművét. A bronzportrékat Tóth Baranyi Lajos készítette.

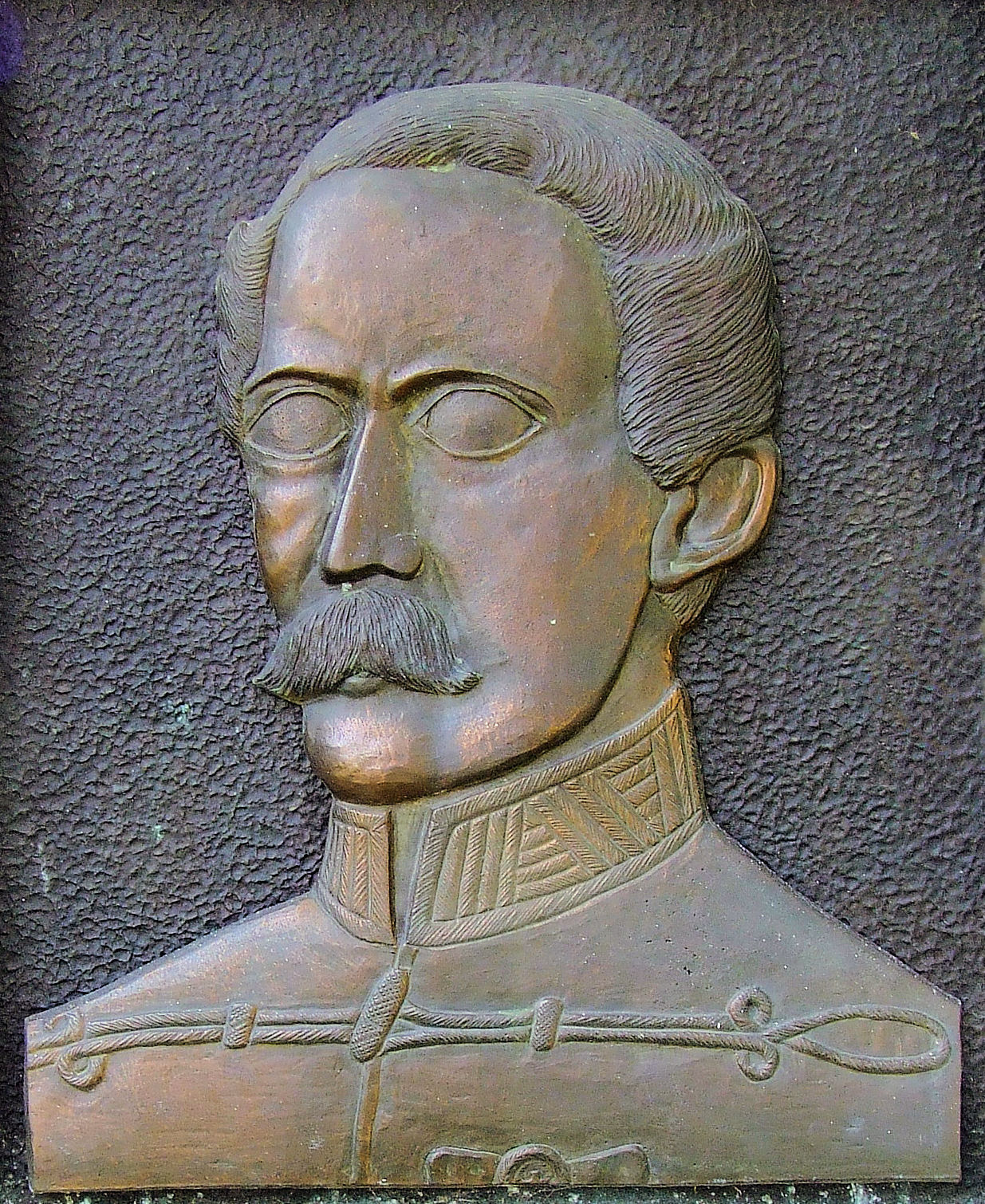
Aulich Lajos honvéd tábornok (1793–1849)
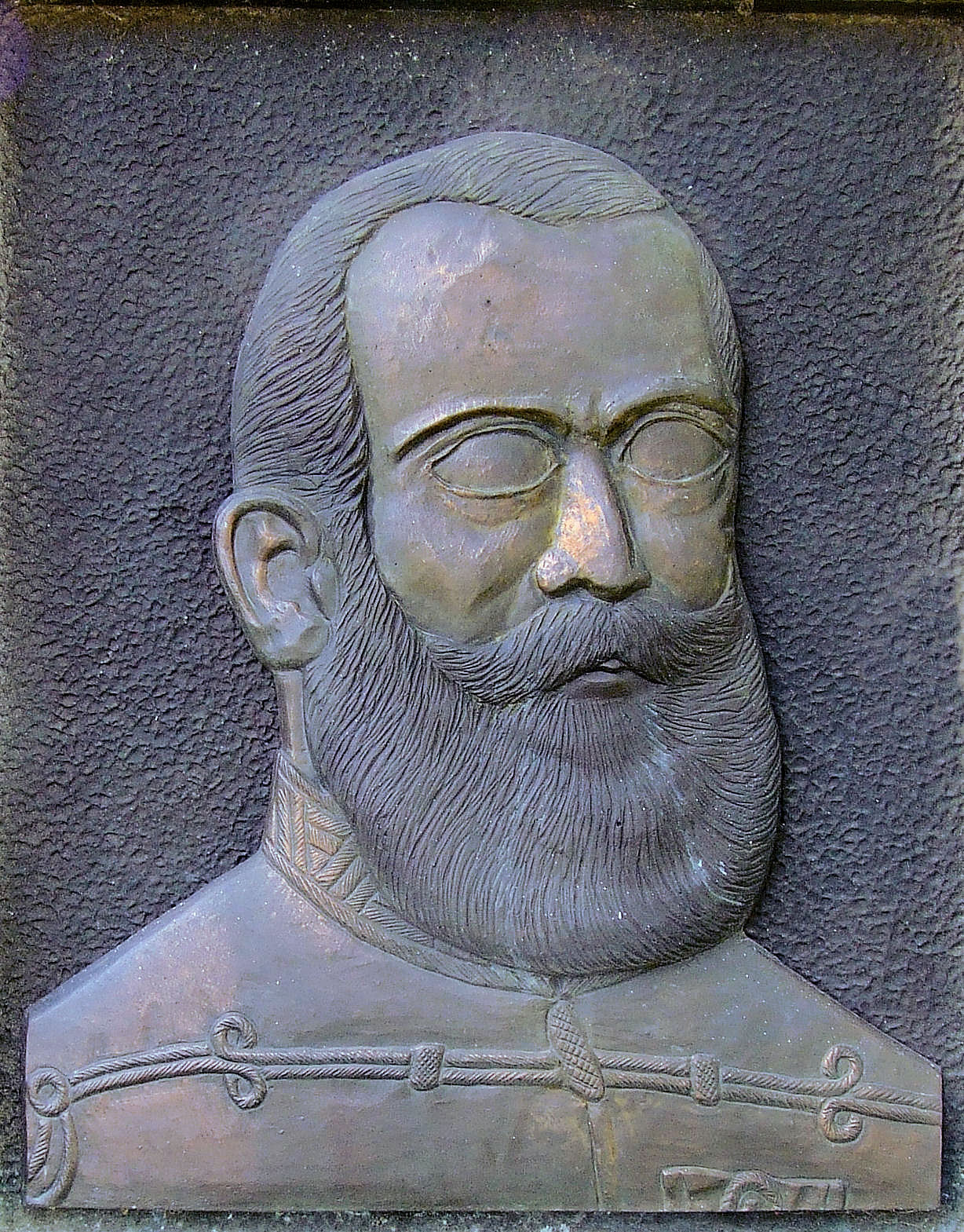
Damjanich János honvéd tábornok (1804–1849)
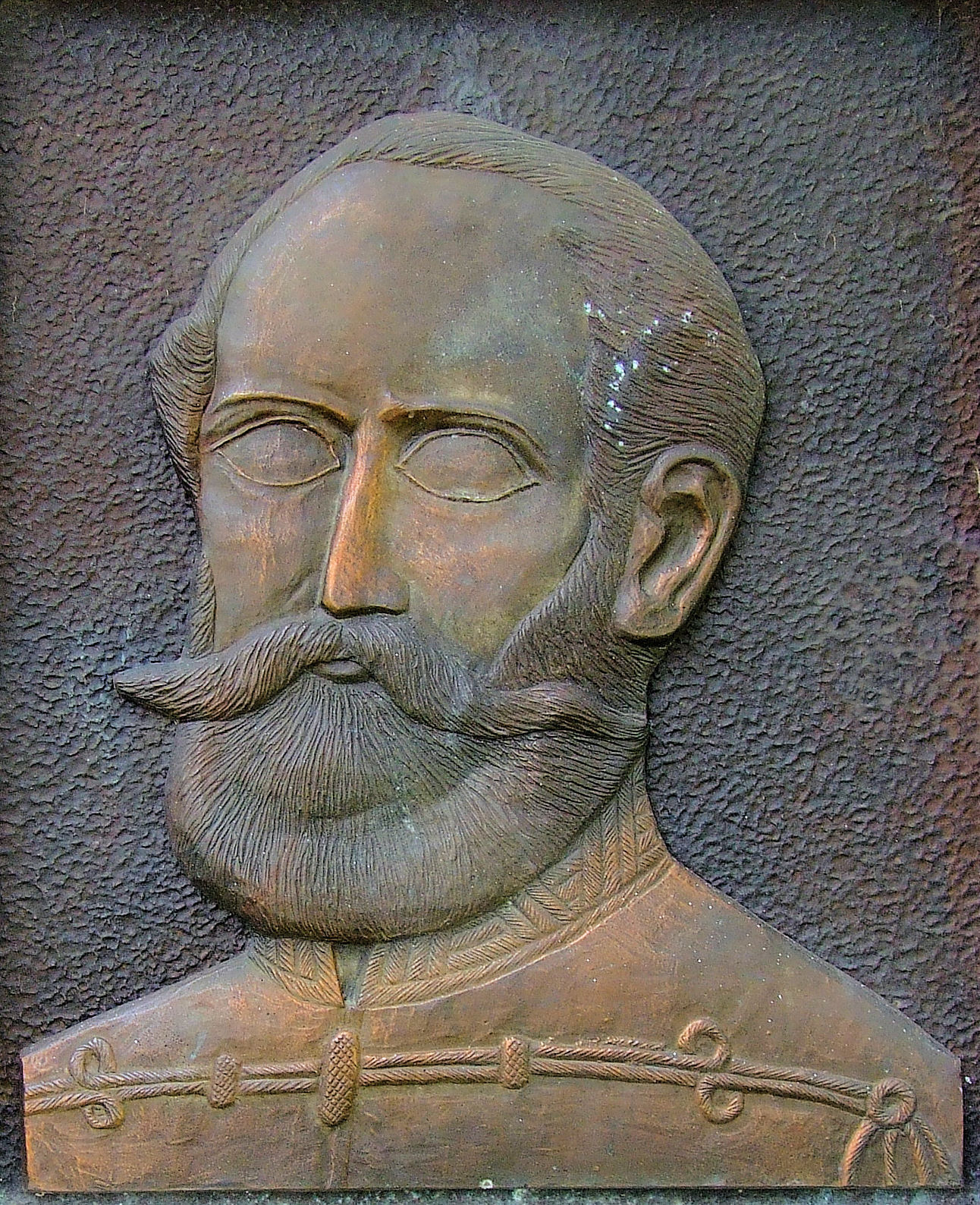
Dessewffy Arisztid gróf, honvéd tábornok (1802–1849)
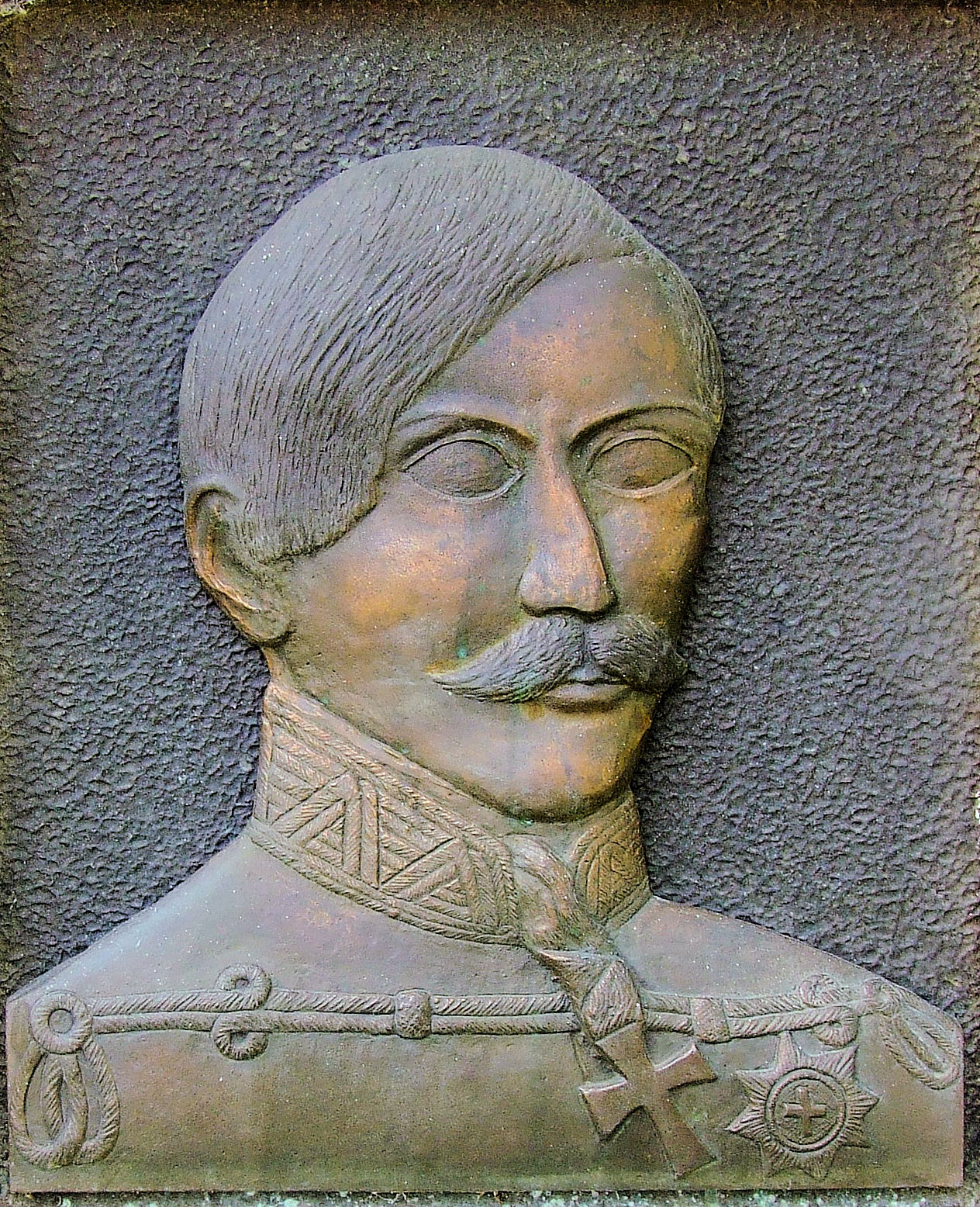
Kiss Ernő honvéd altábornagy (1799–1849)
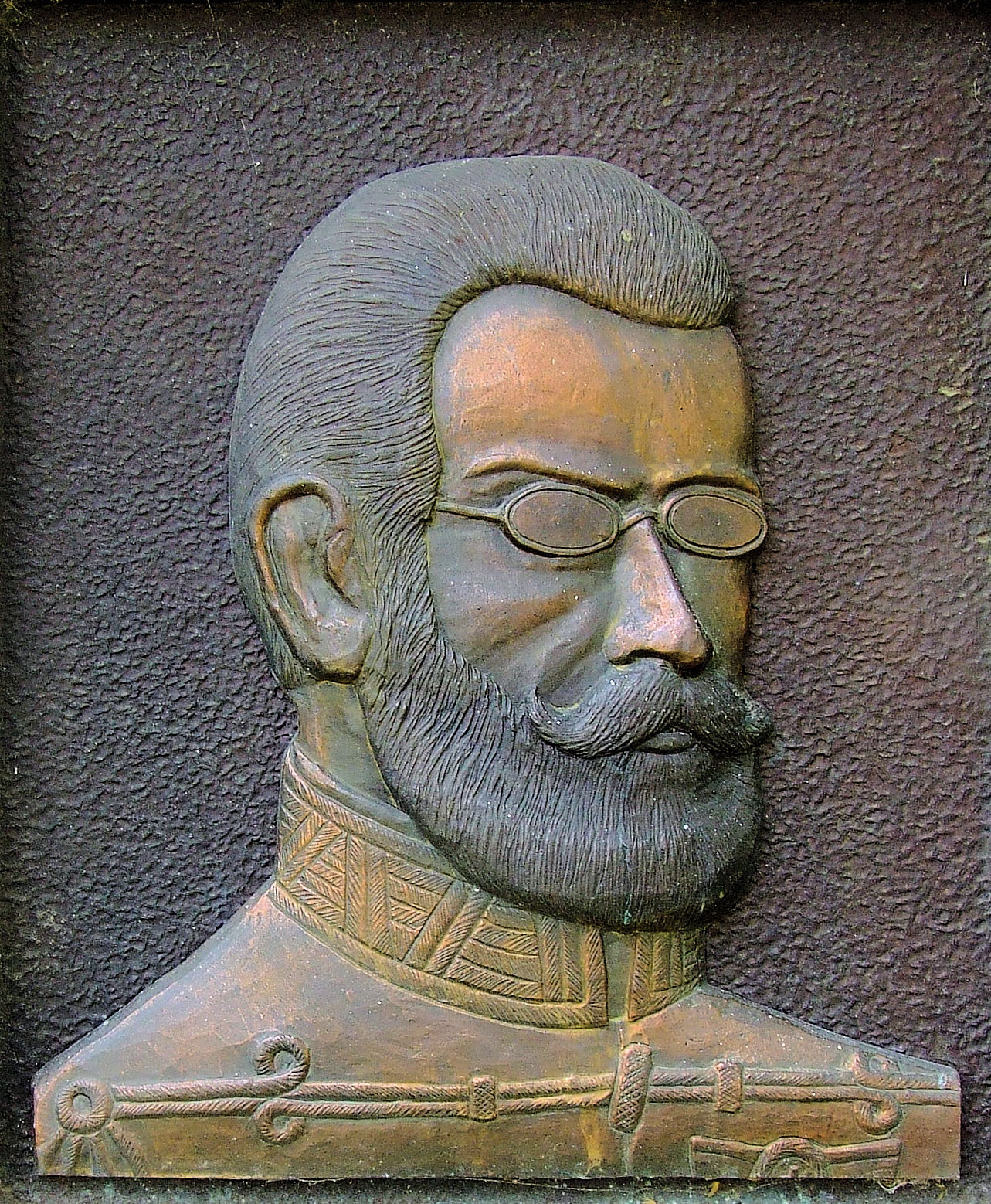
Knezić Károly honvéd tábornok (1808–1849)
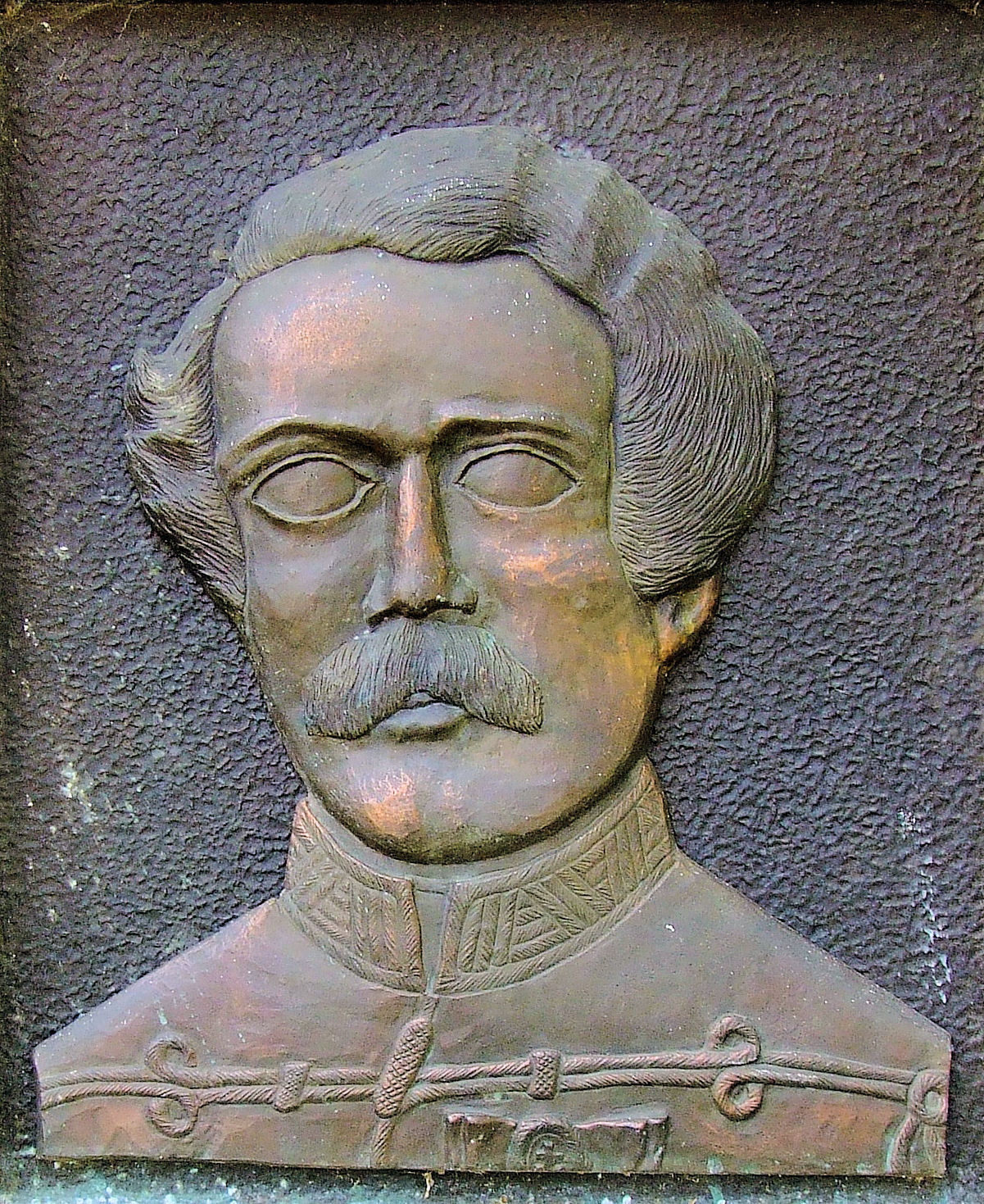
Láhner György honvéd tábornok (1795–1849)
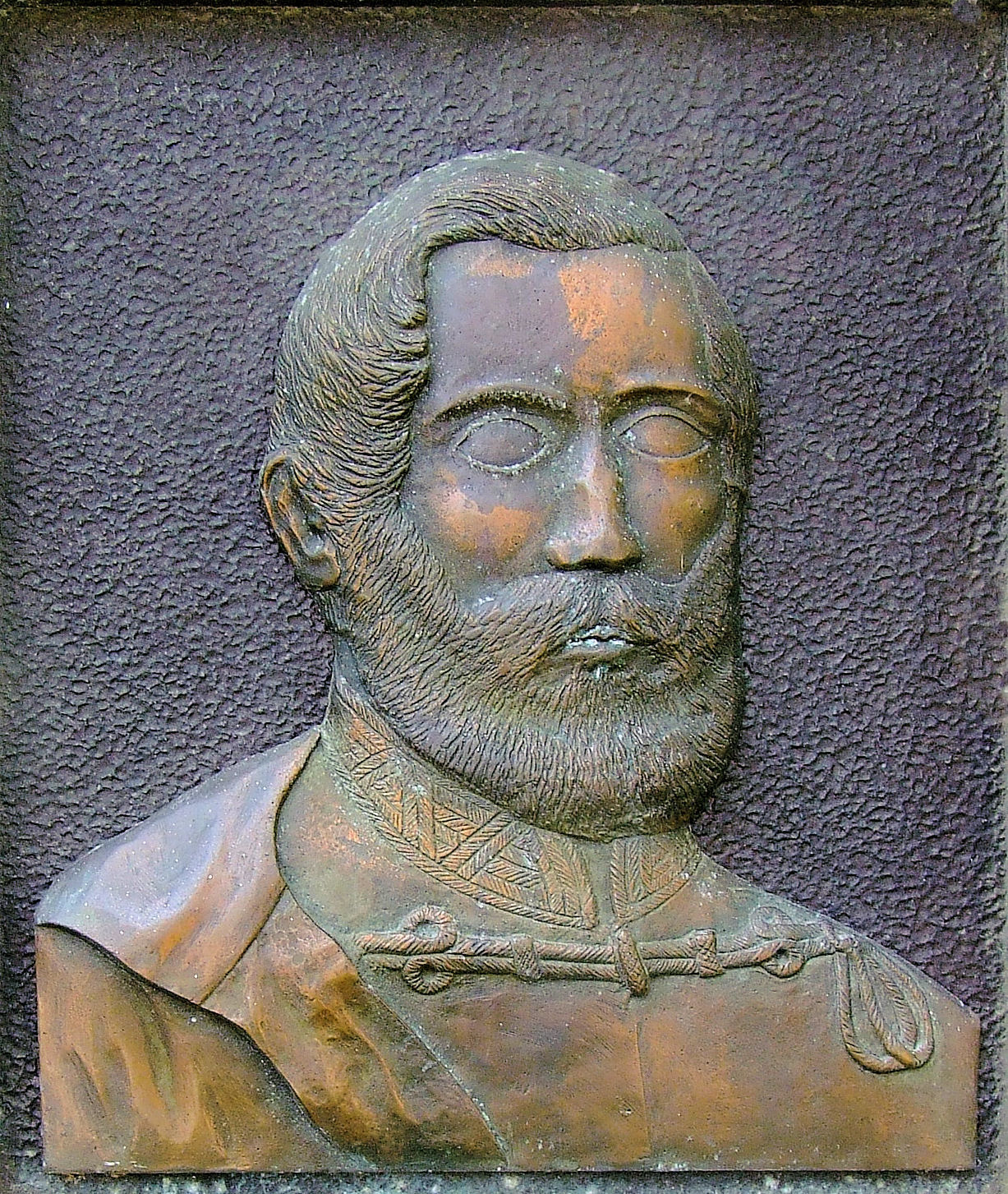
Lázár Vilmos honvéd ezredes (1815–1849)
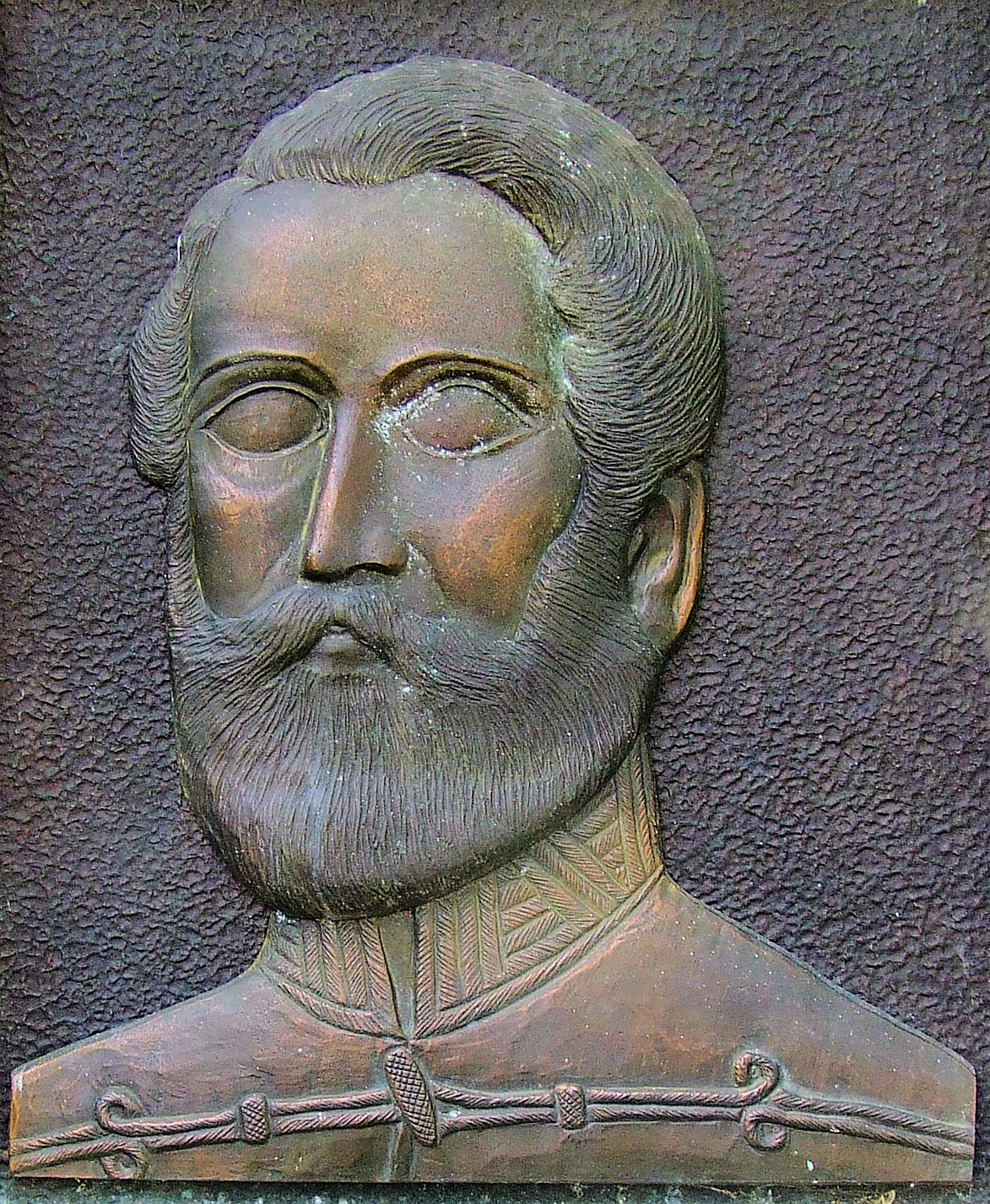
Leiningen-Westerburg Károly gróf, honvéd tábornok (1819–1849)
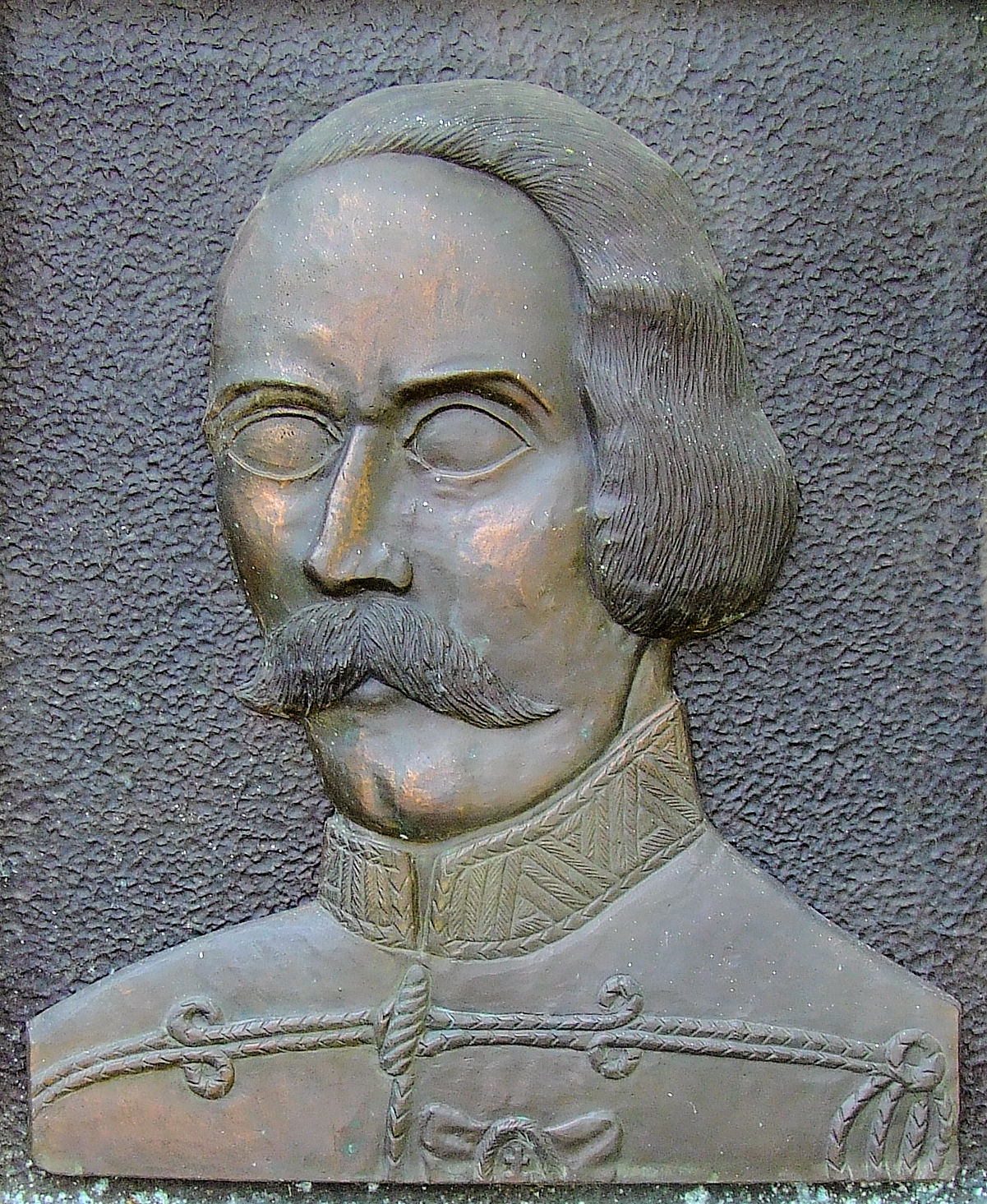
Nagysándor József honvéd tábornok (1803–1849),
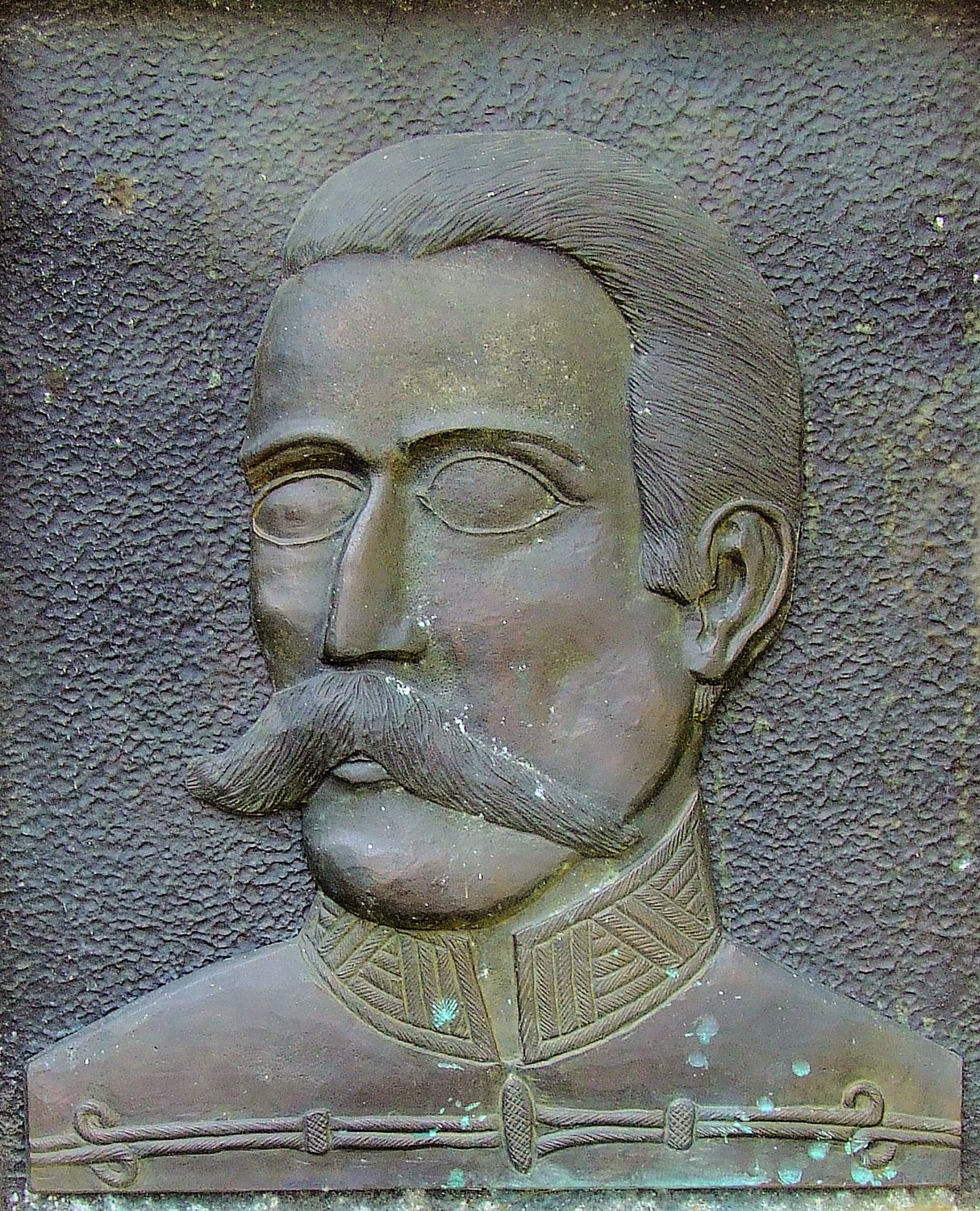
Poeltenberg Ernő lovag, honvéd tábornok (1808–1849)
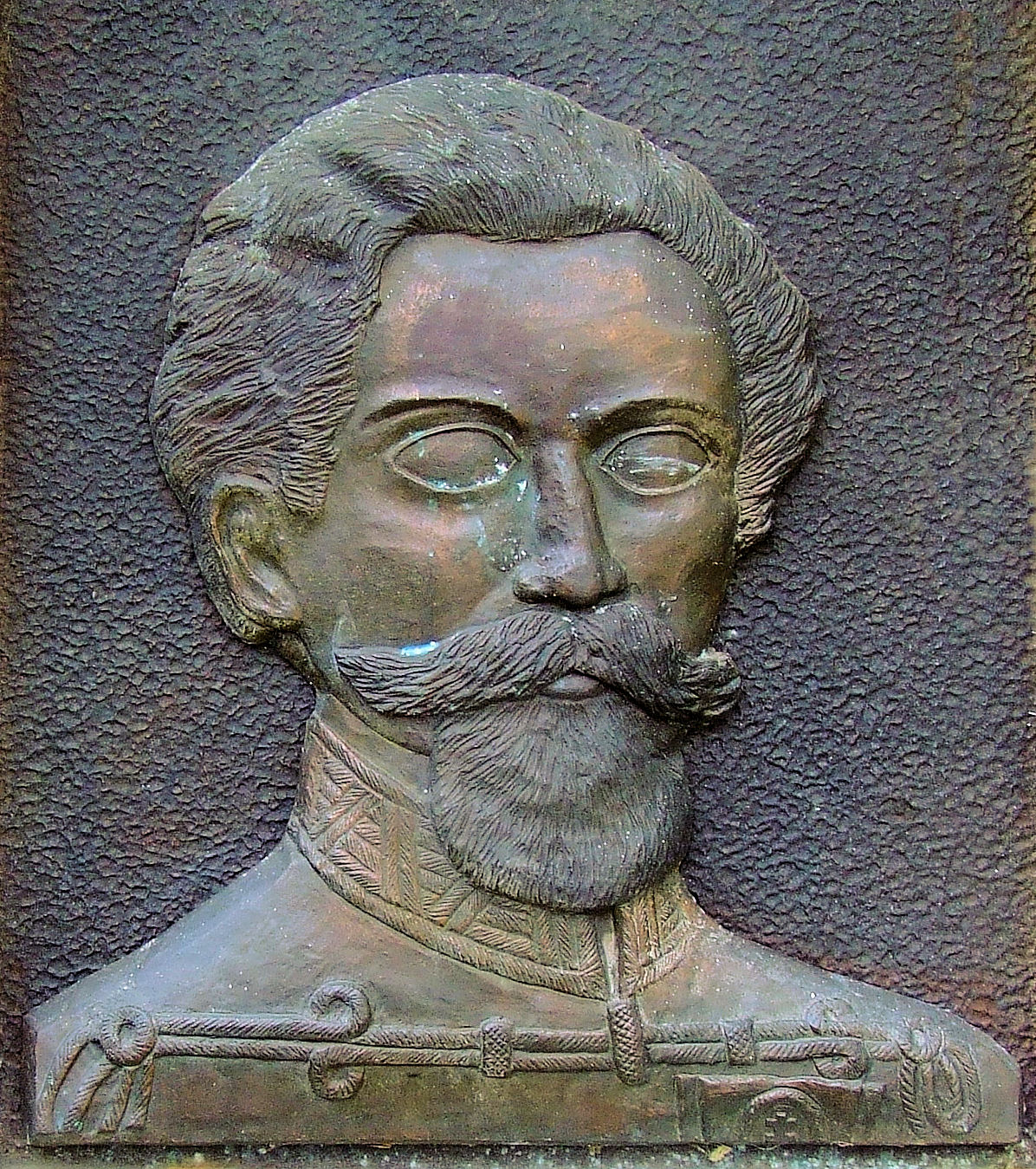
Schweidel József honvéd tábornok (1796–1849)
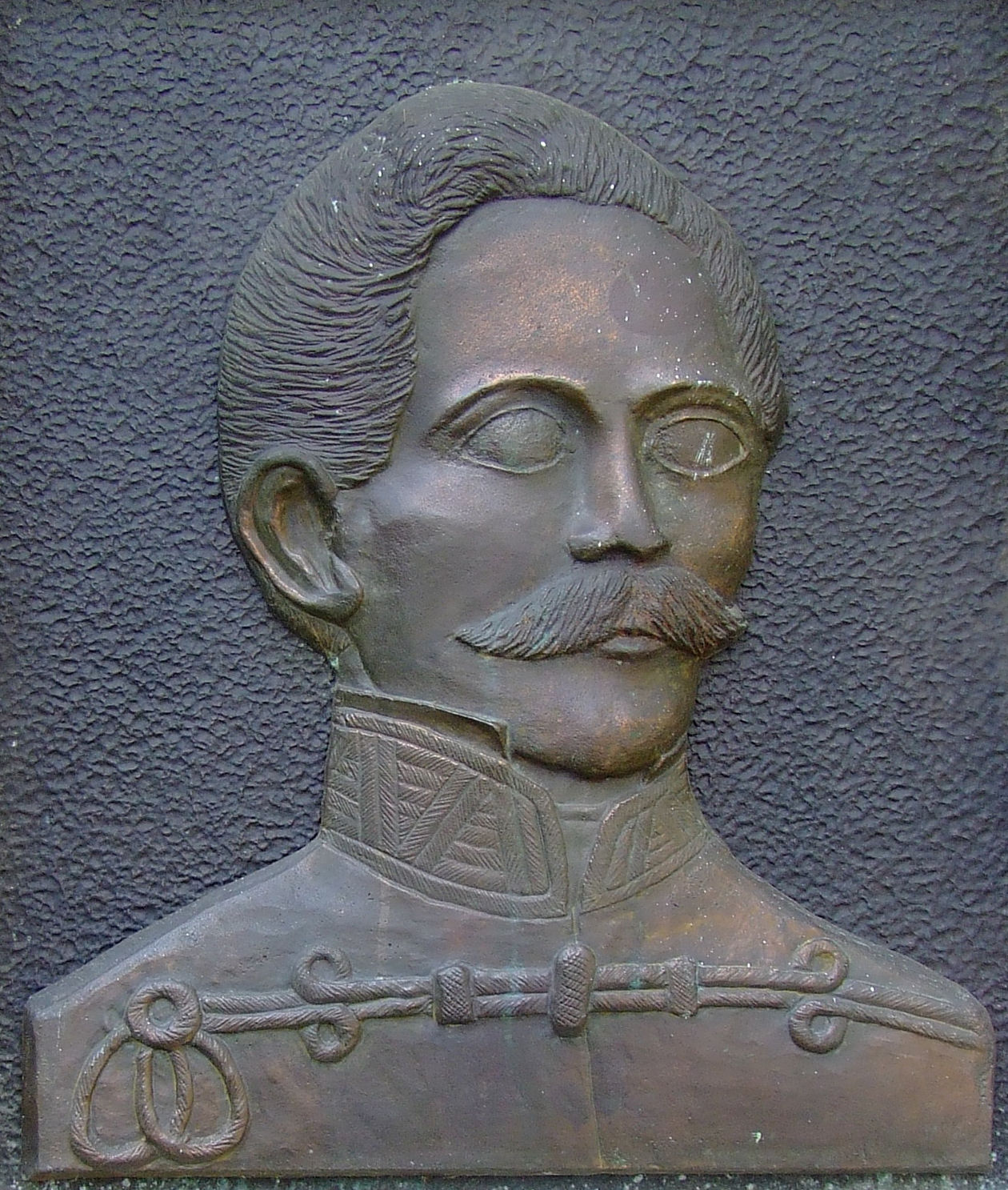
Török Ignác honvéd tábornok (1795–1849)
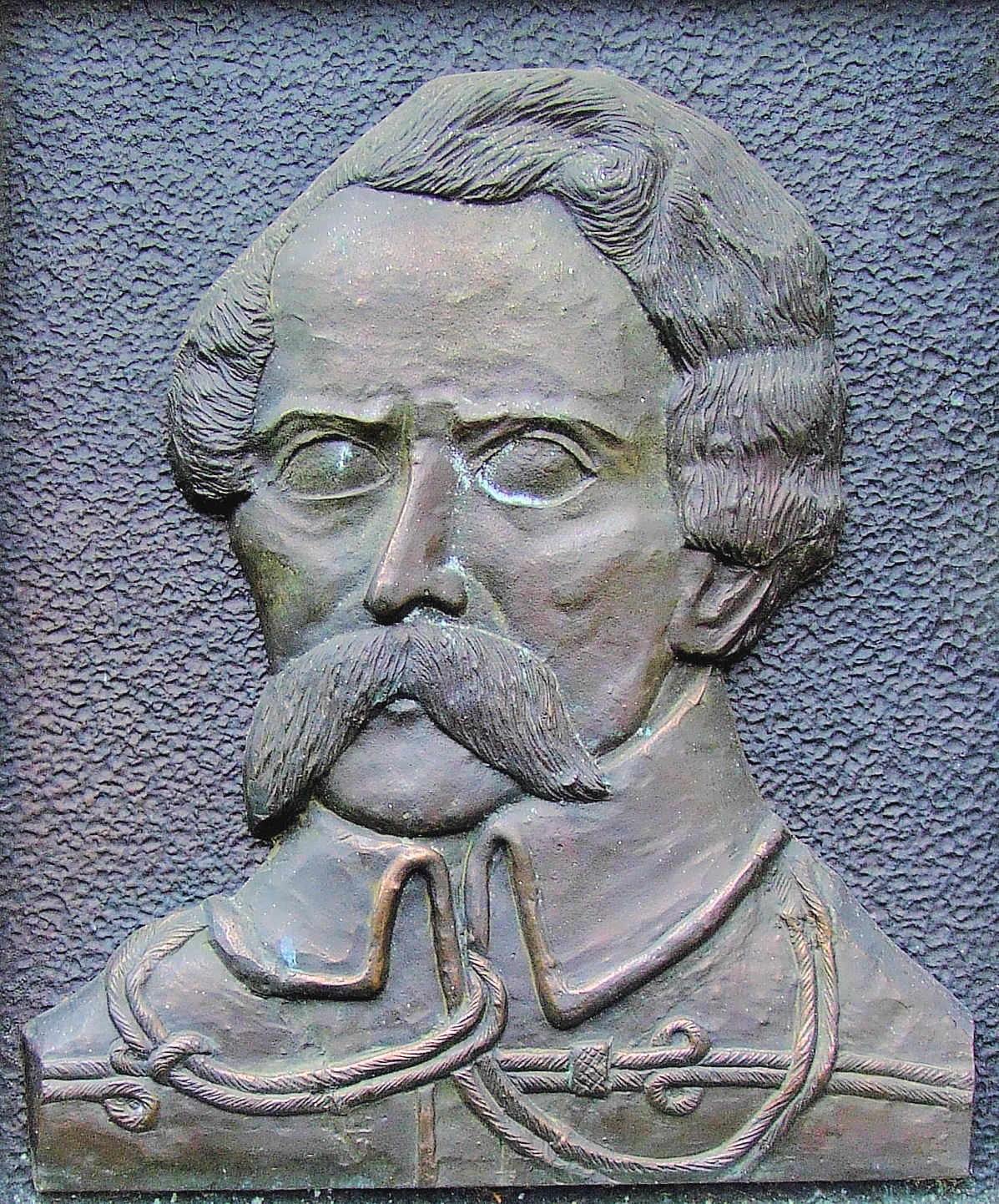
Vécsey Károly gróf, honvéd tábornok (1803-1849)
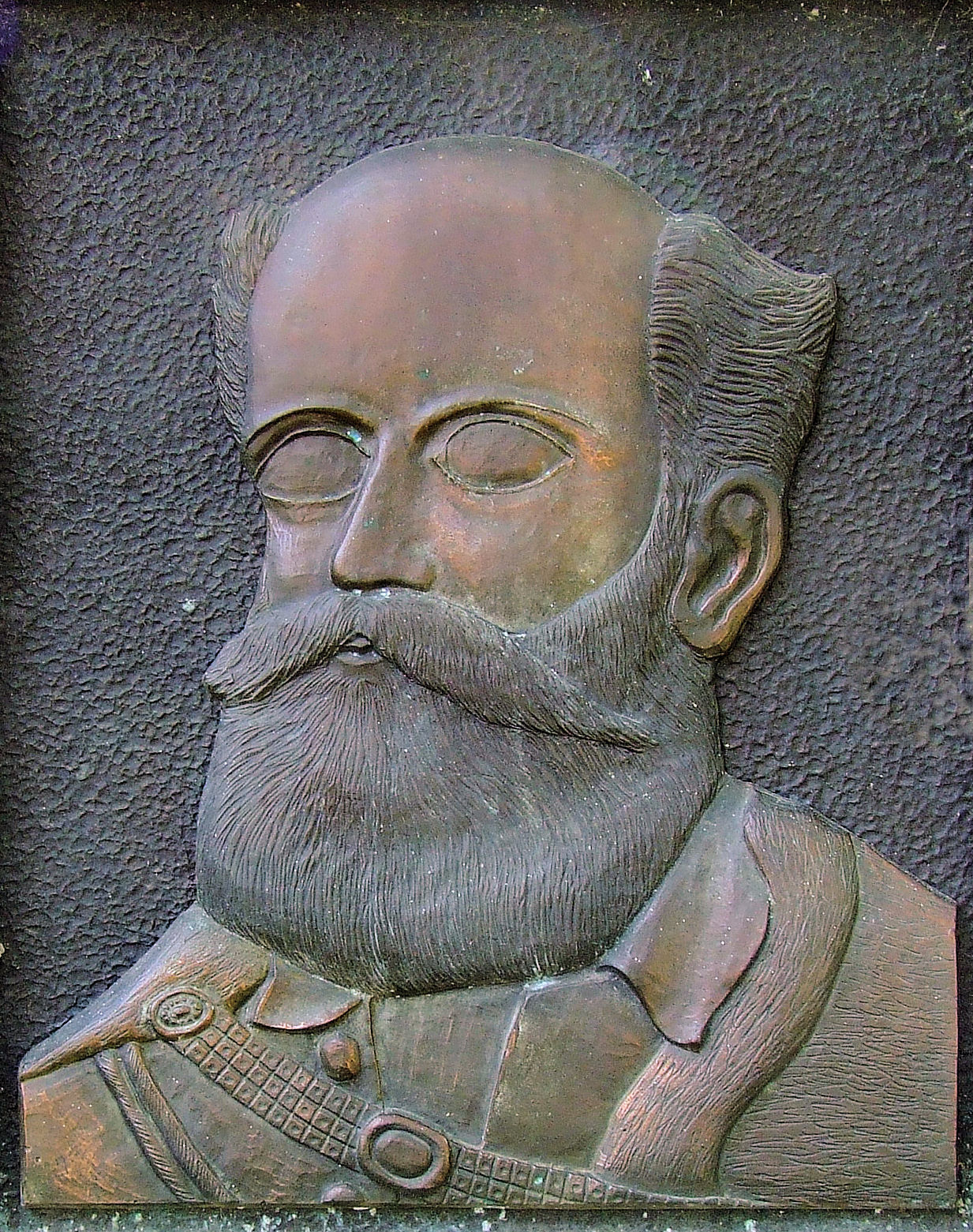
Batthyány Lajos miniszterelnök (1807 – 1849)
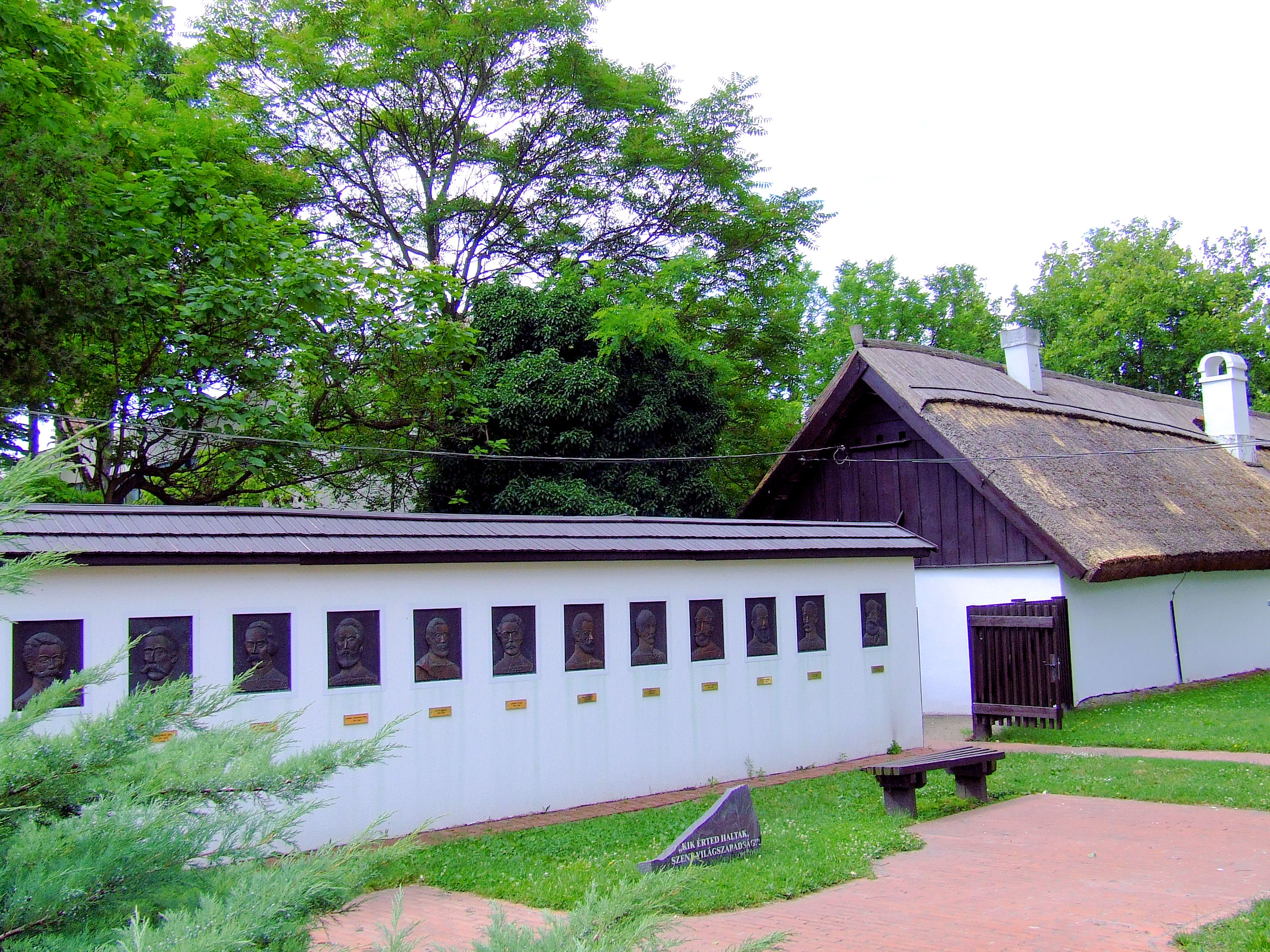
A Vértanúk Fala a kiskőrösi Petőfi Múzeum szoborparkjában
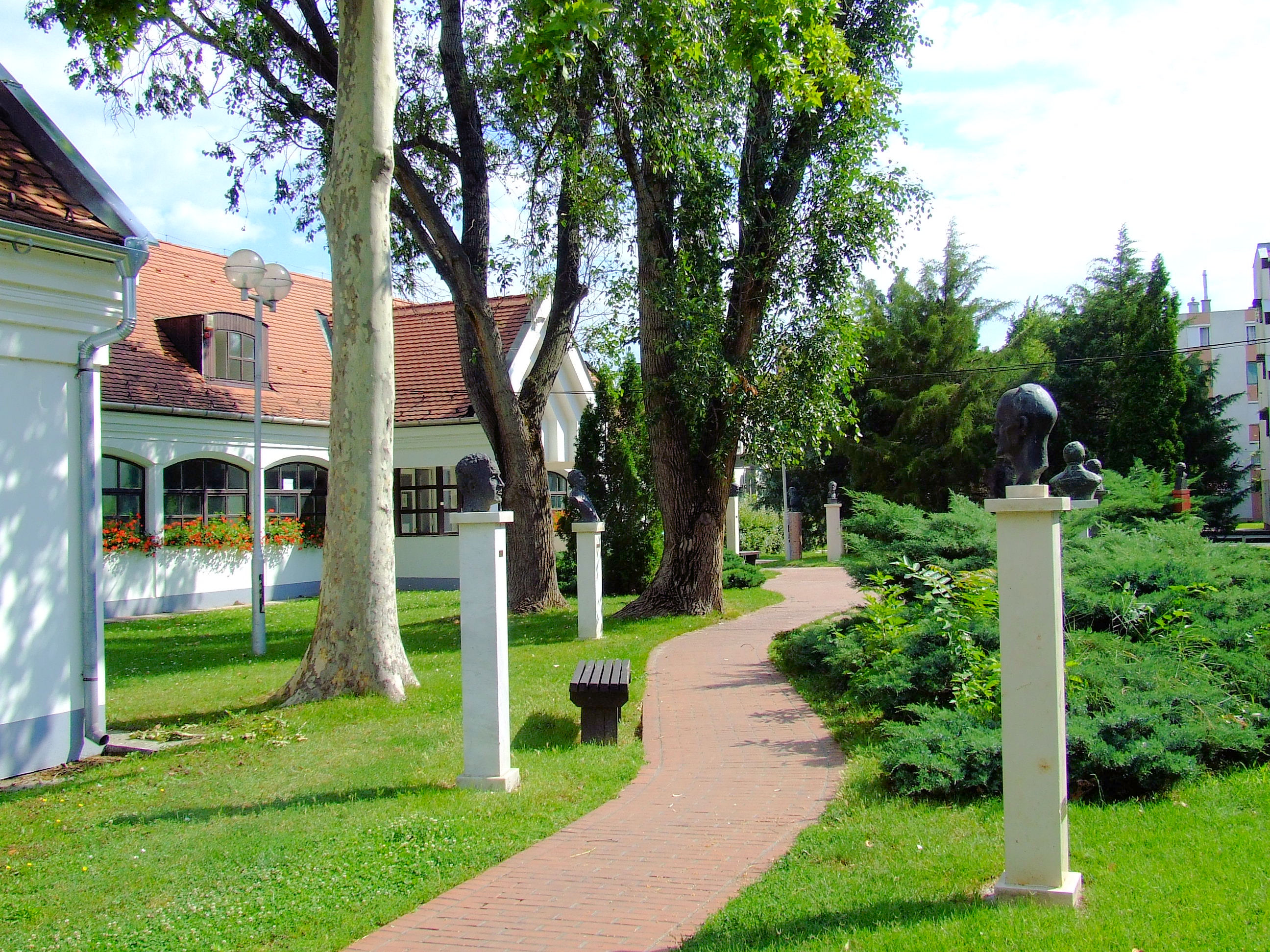
A szoborparkban helyezték el Petőfi fordítóinak szobrait is

### Pécsi Aradi Vértanúk Szobrai emlékhely

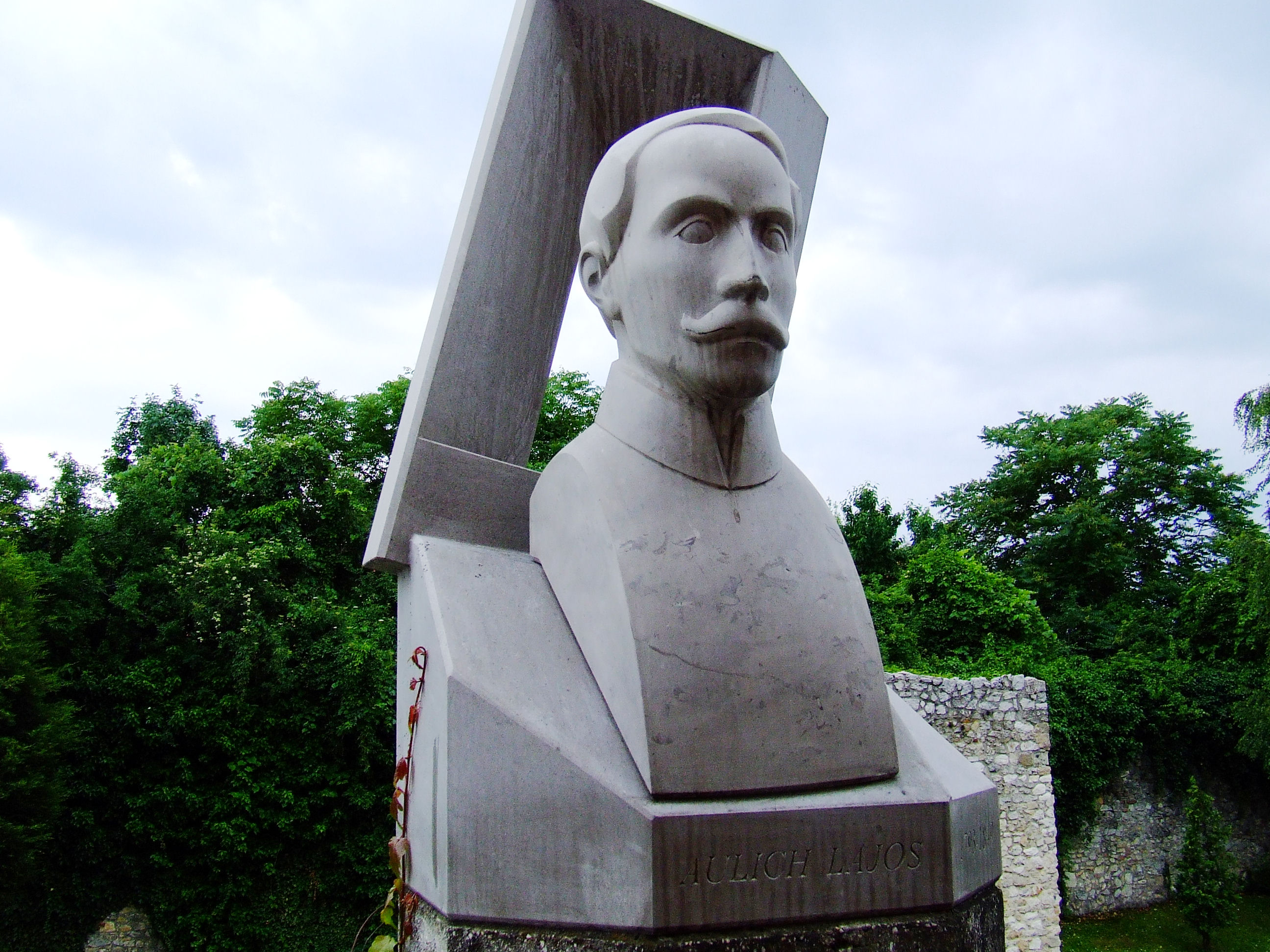
Aulich Lajos honvéd tábornok (1793–1849)
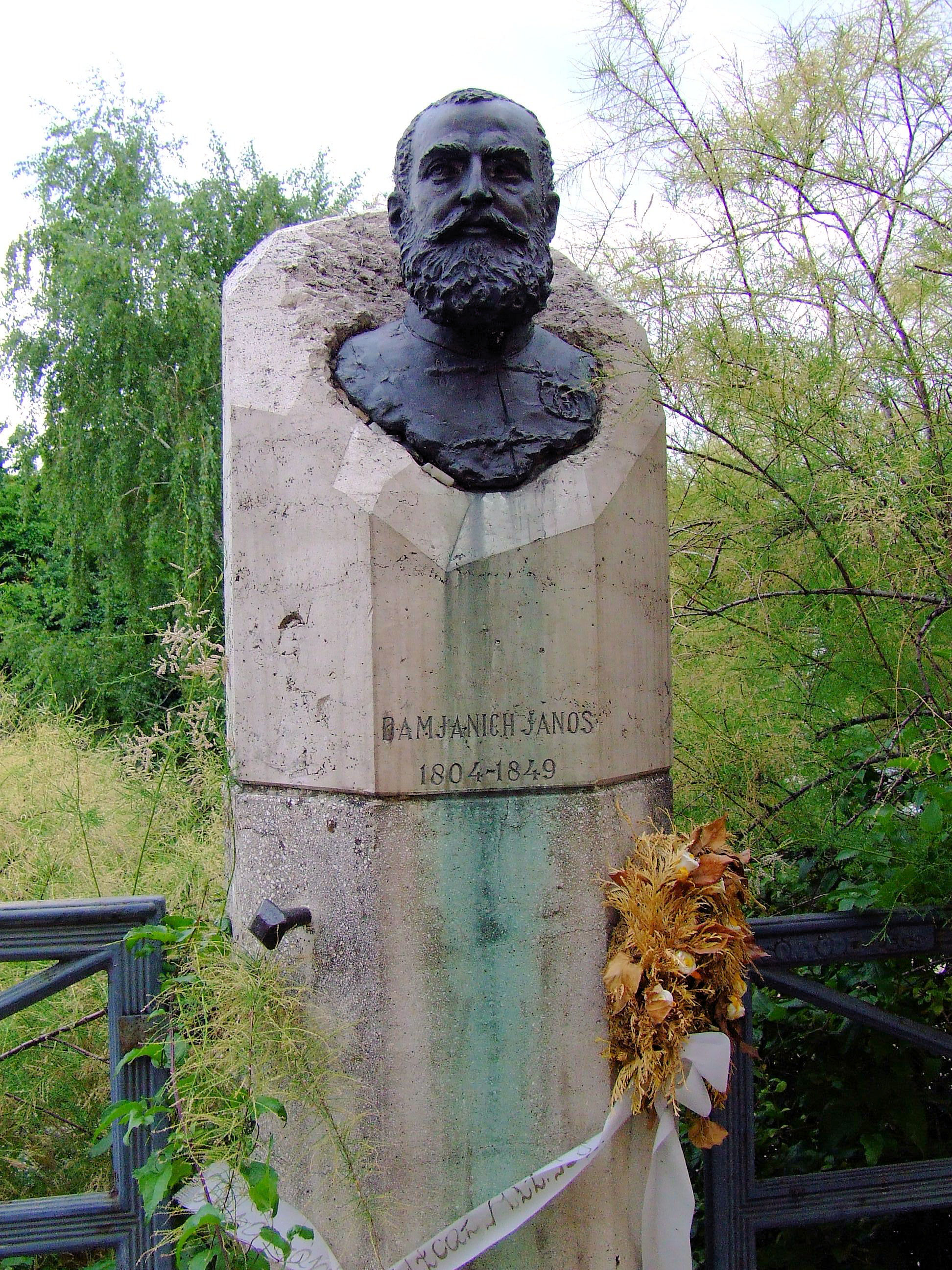
Damjanich János honvéd tábornok (1804–1849)
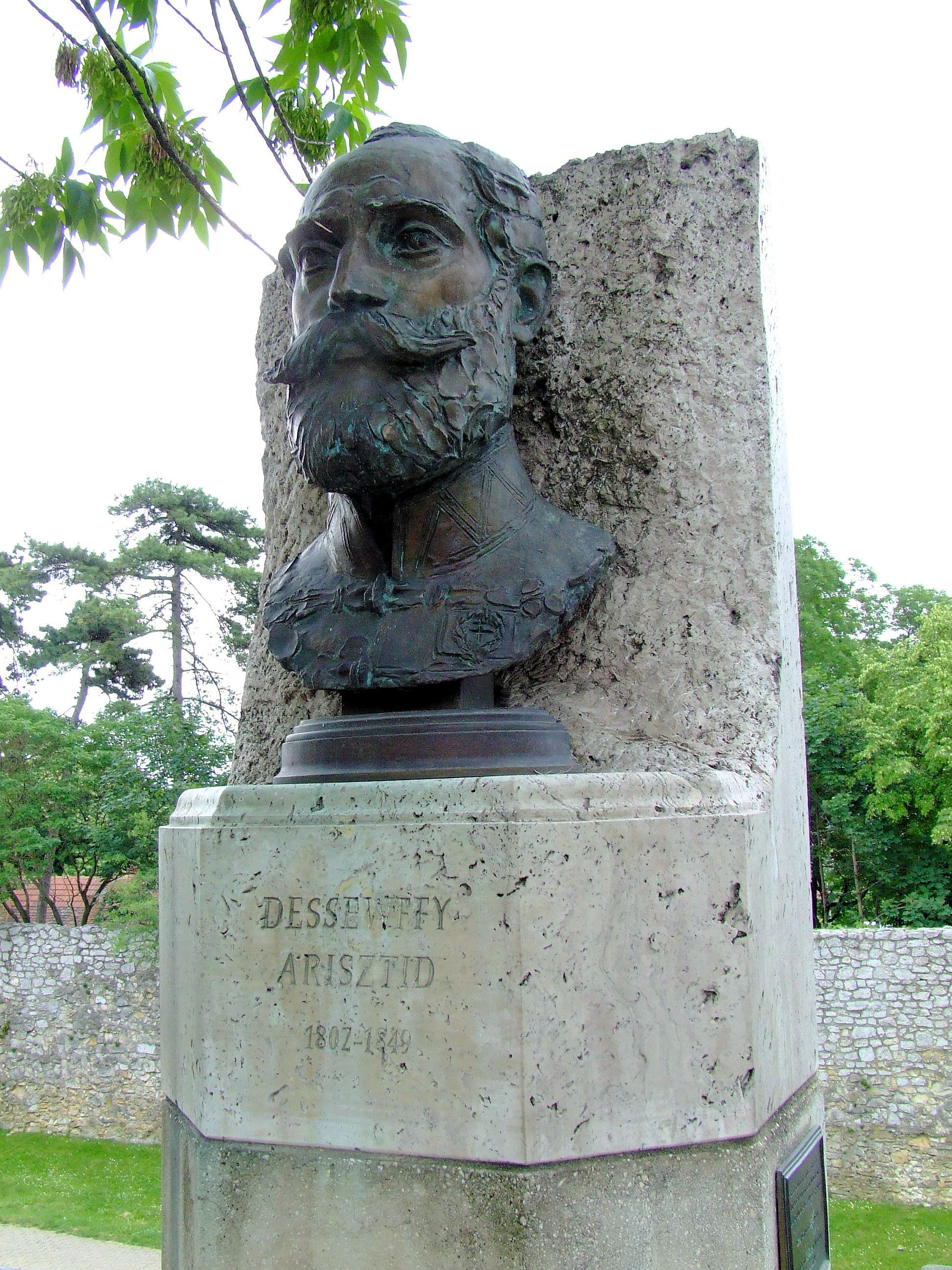
Dessewffy Arisztid gróf, honvéd tábornok (1802–1849)
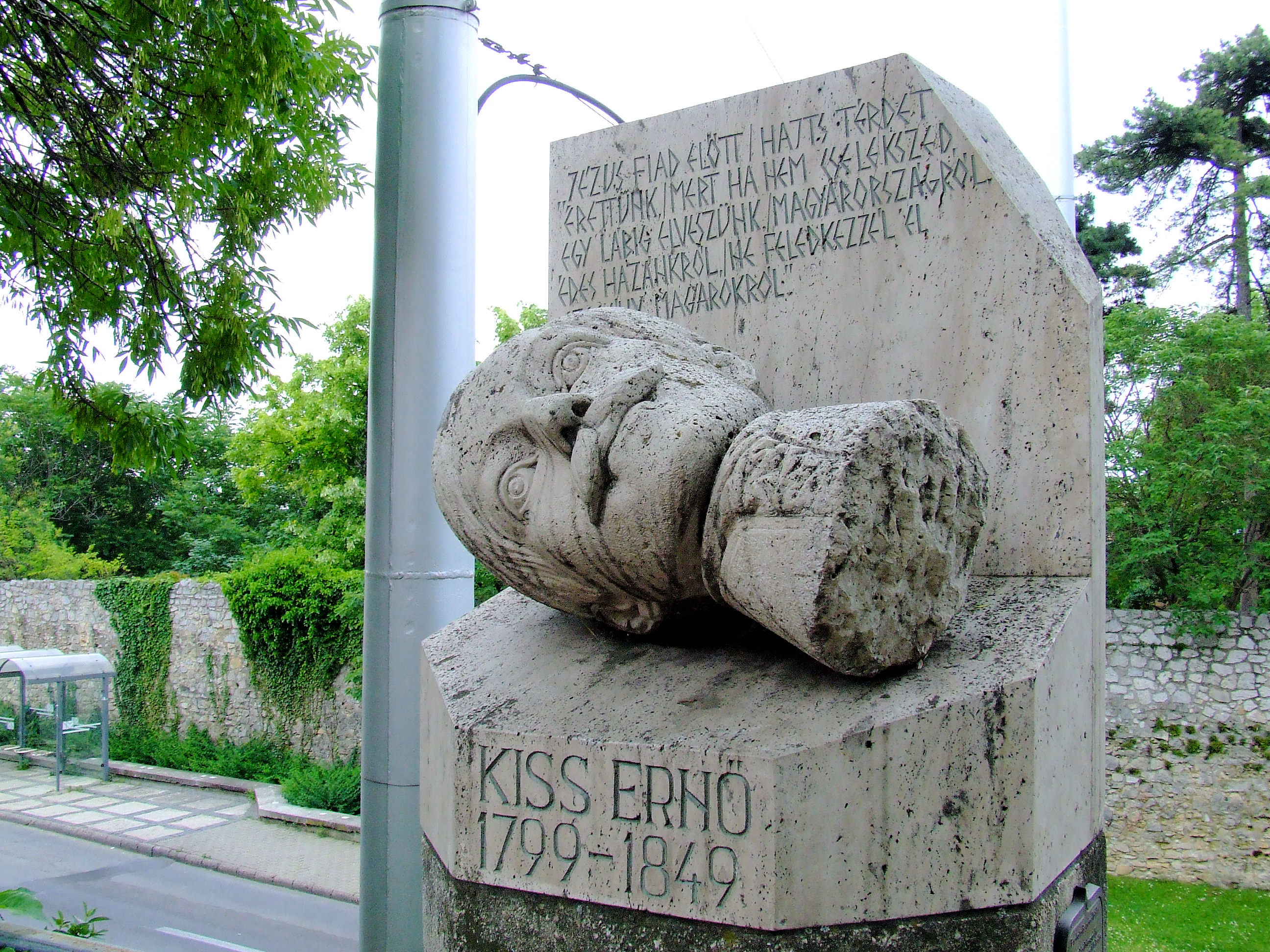
Kiss Ernő honvéd altábornagy (1799–1849)
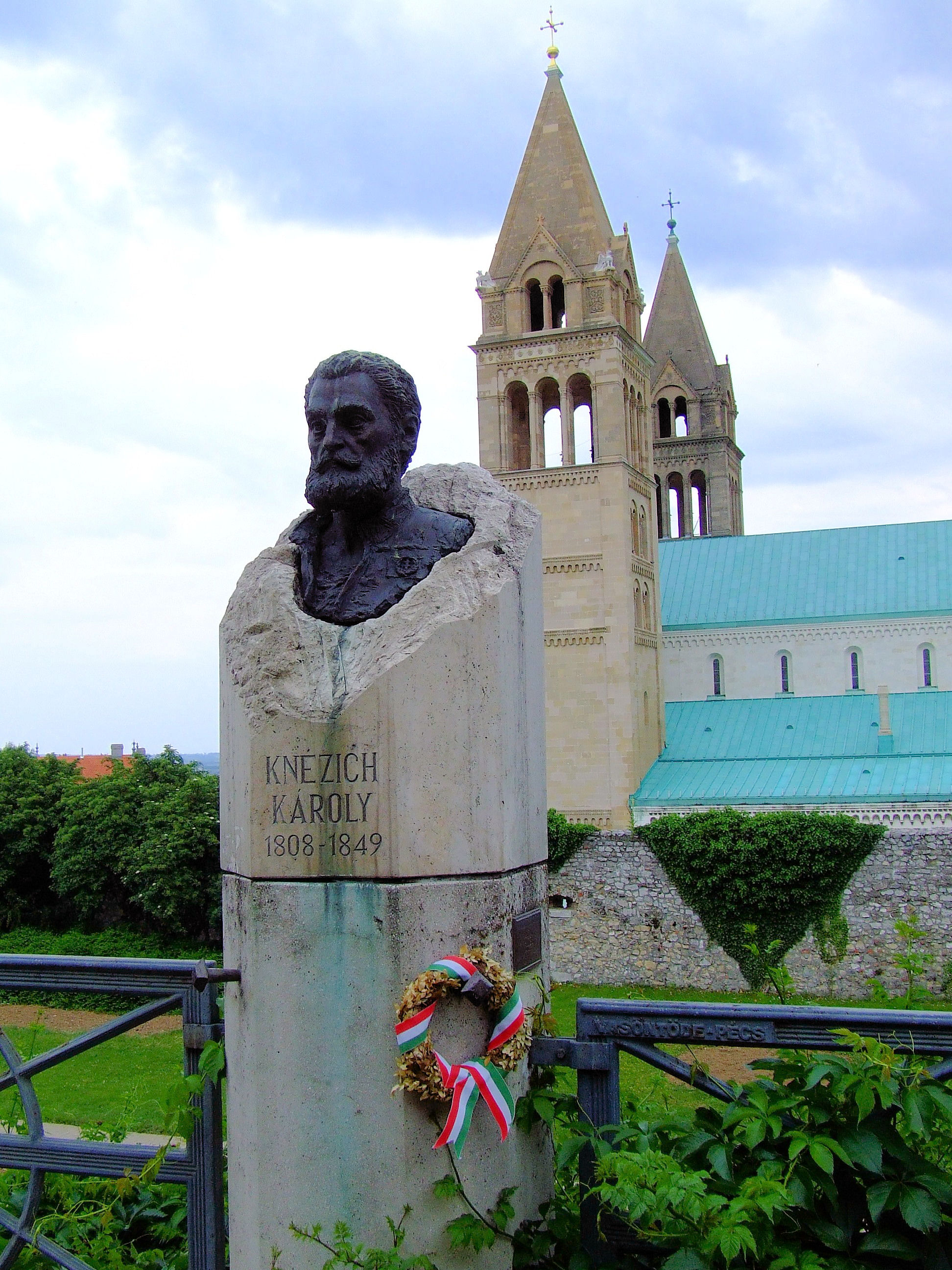
Knezić Károly honvéd tábornok (1808–1849)
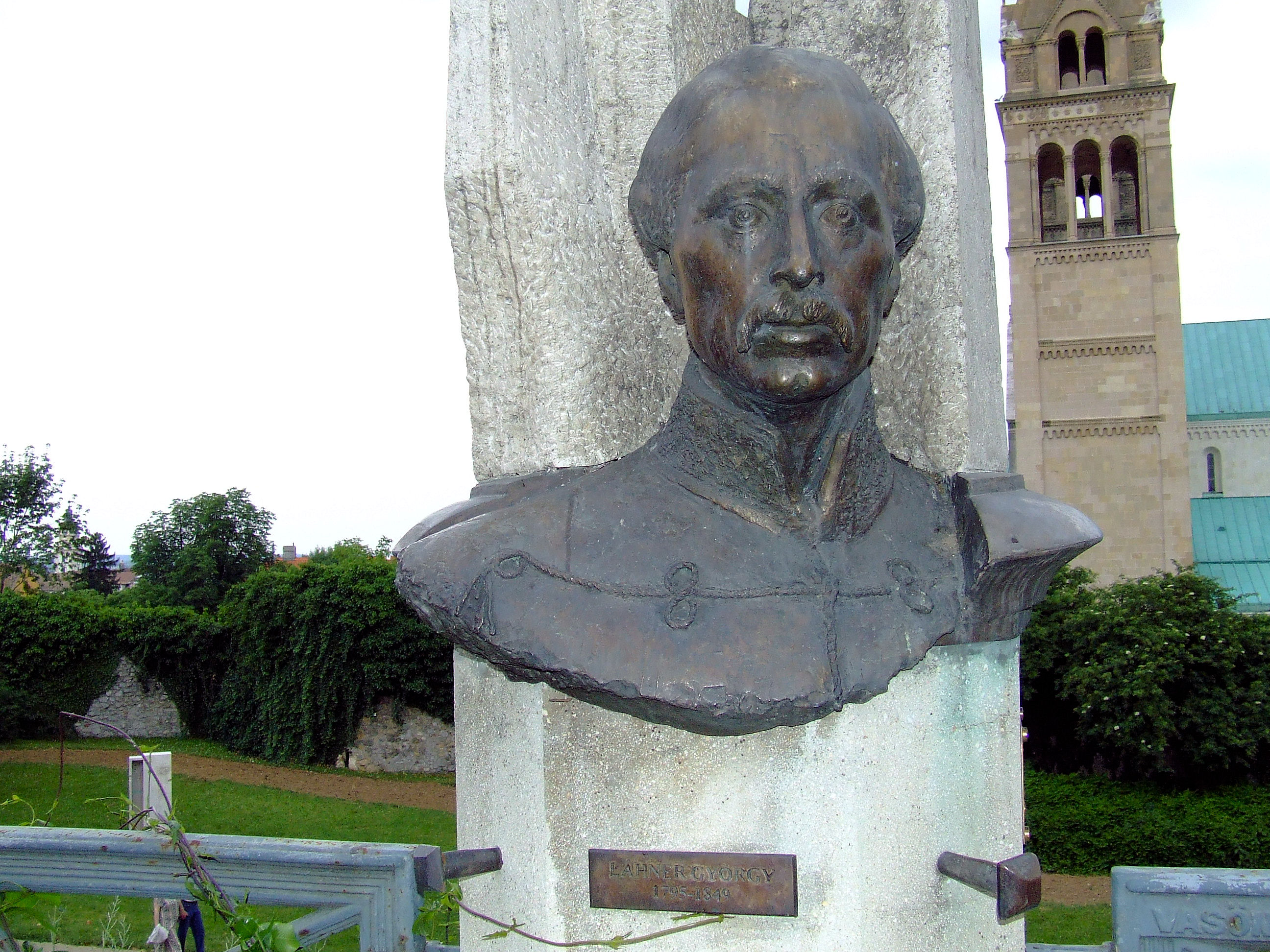
Láhner György honvéd tábornok (1795–1849)
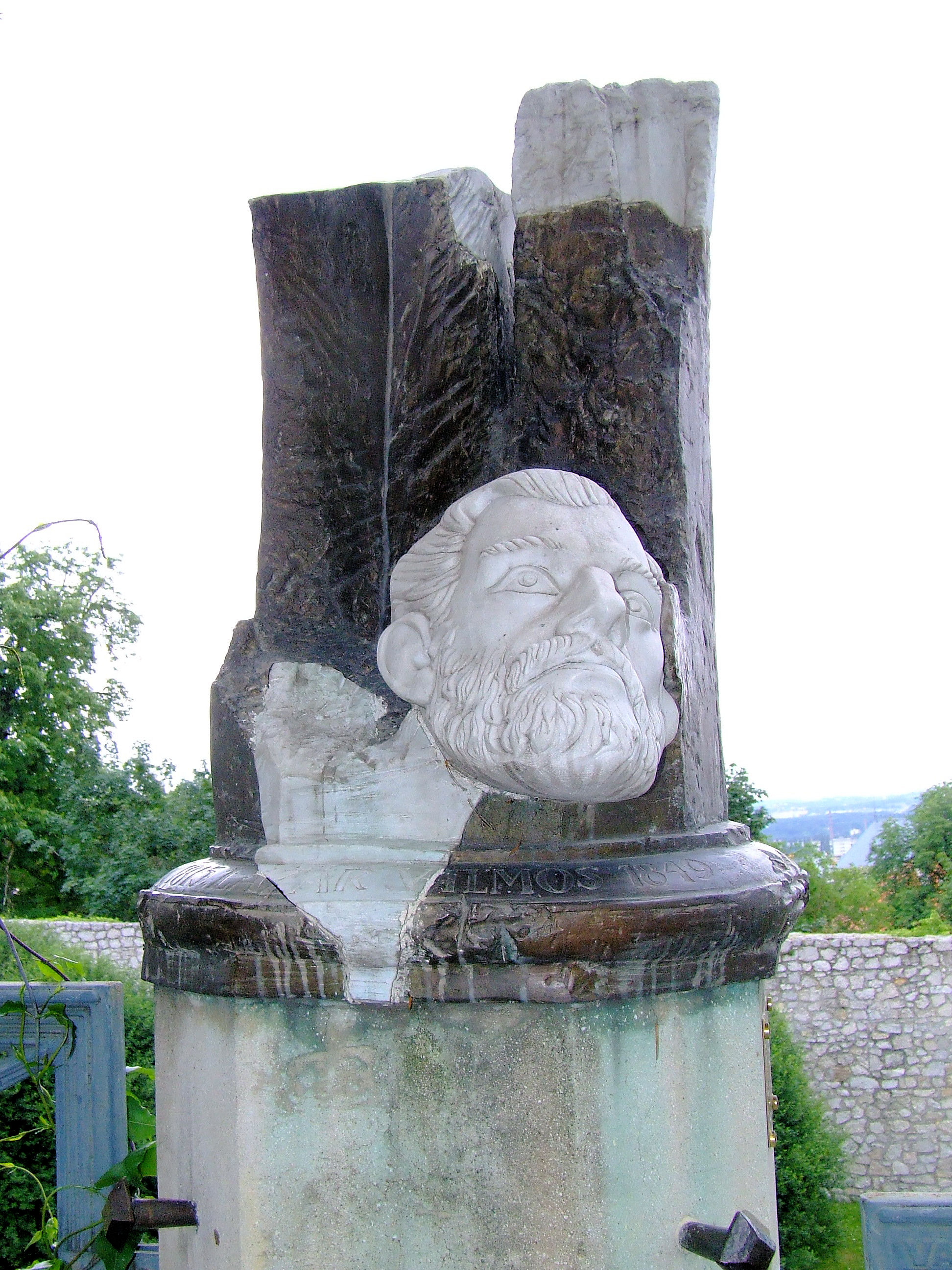
Lázár Vilmos honvéd ezredes (1815–1849)
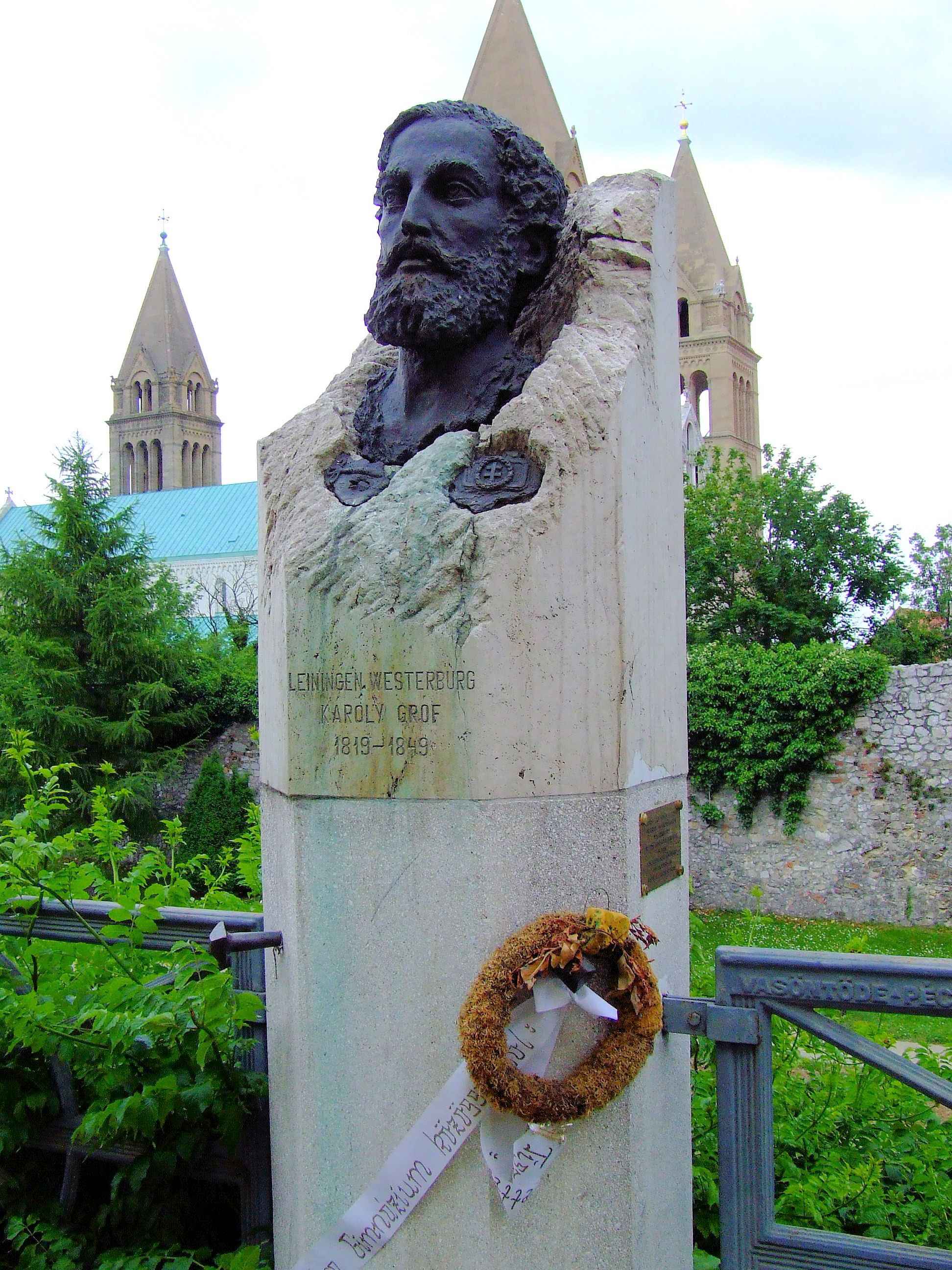
Leiningen-Westerburg Károly gróf, honvéd tábornok (1819–1849)
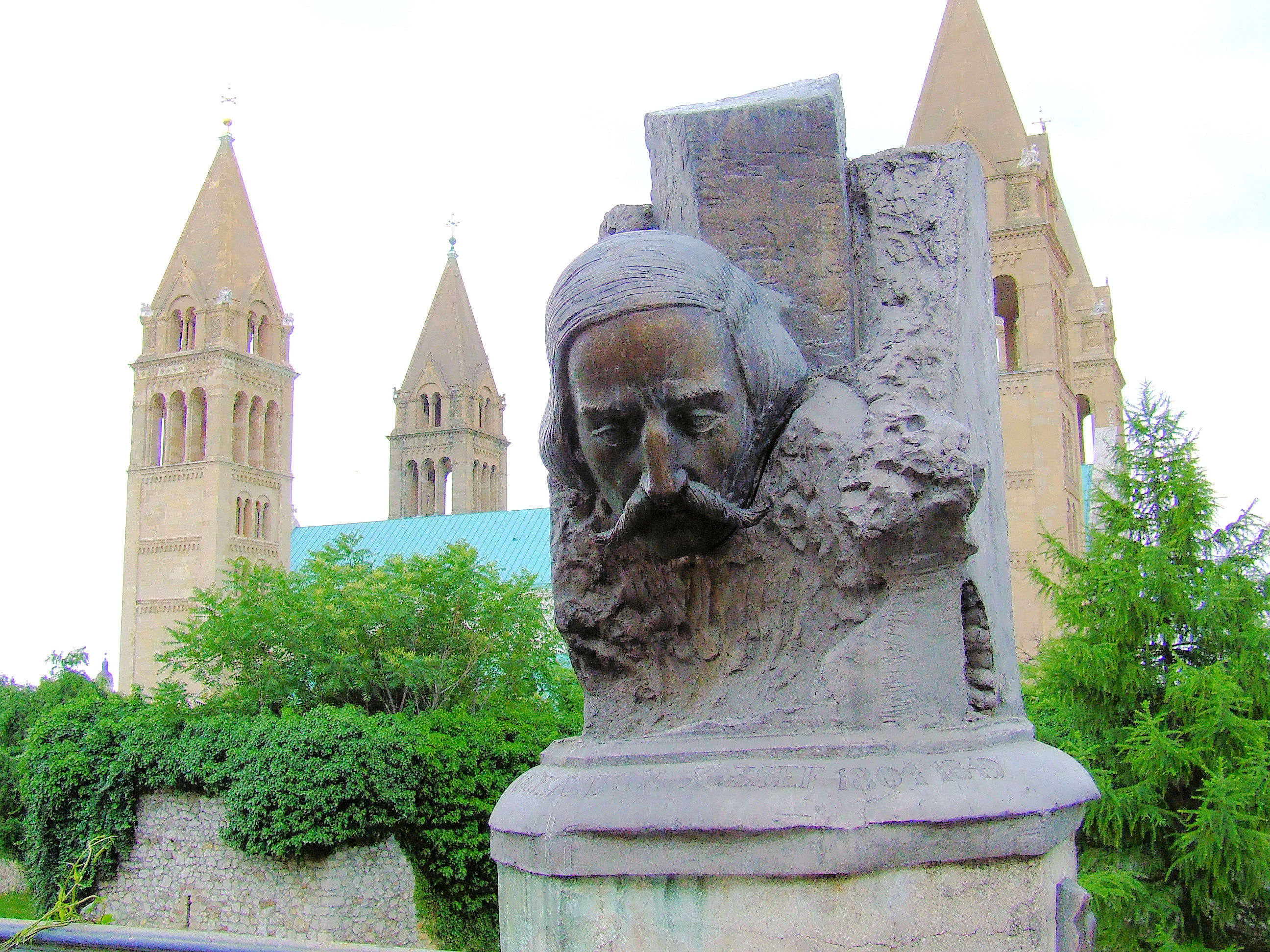
Nagysándor József honvéd tábornok (1803–1849)
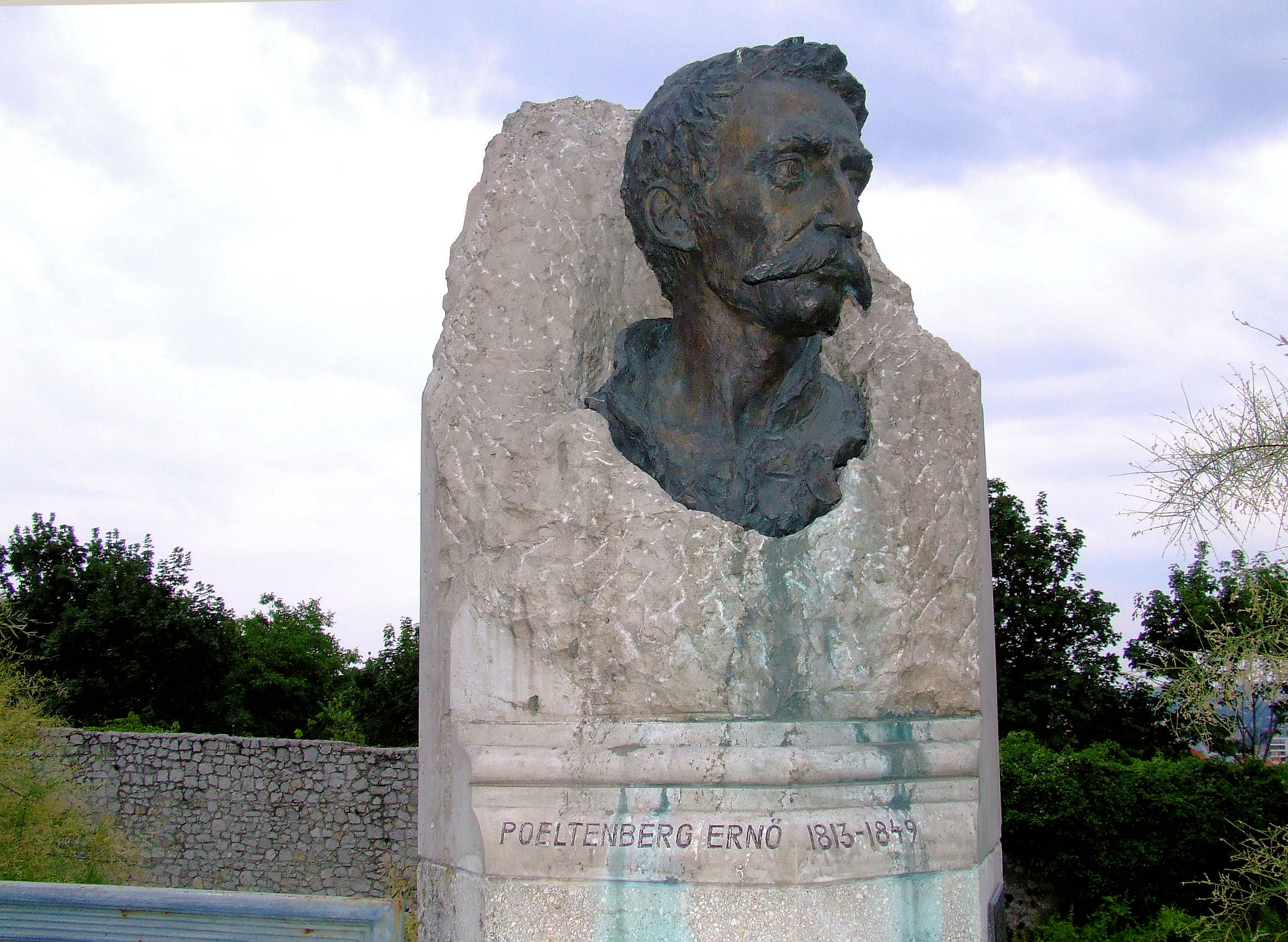
Poeltenberg Ernő lovag, honvéd tábornok (1808–1849)
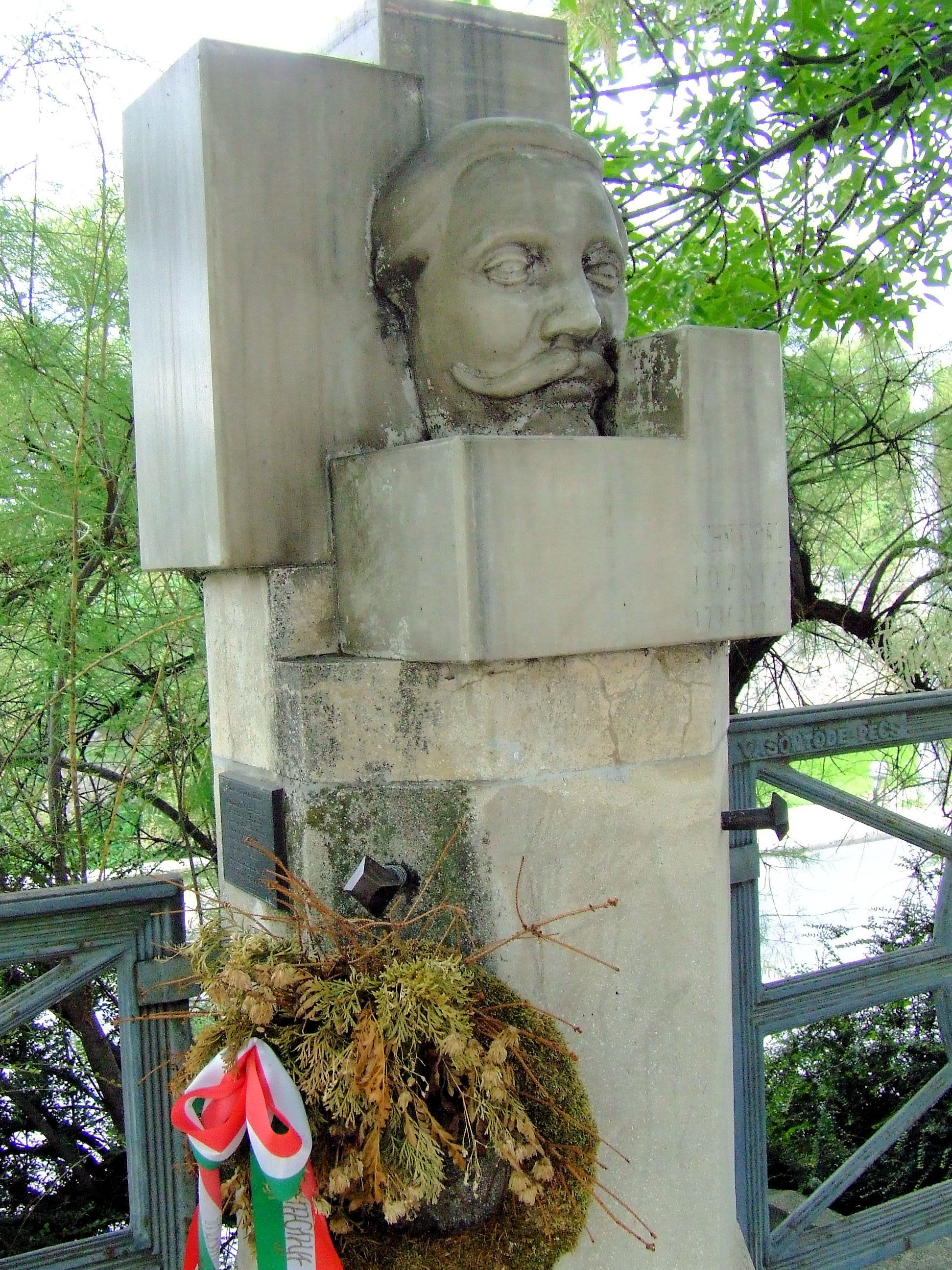
Schweidel József honvéd tábornok (1796–1849)
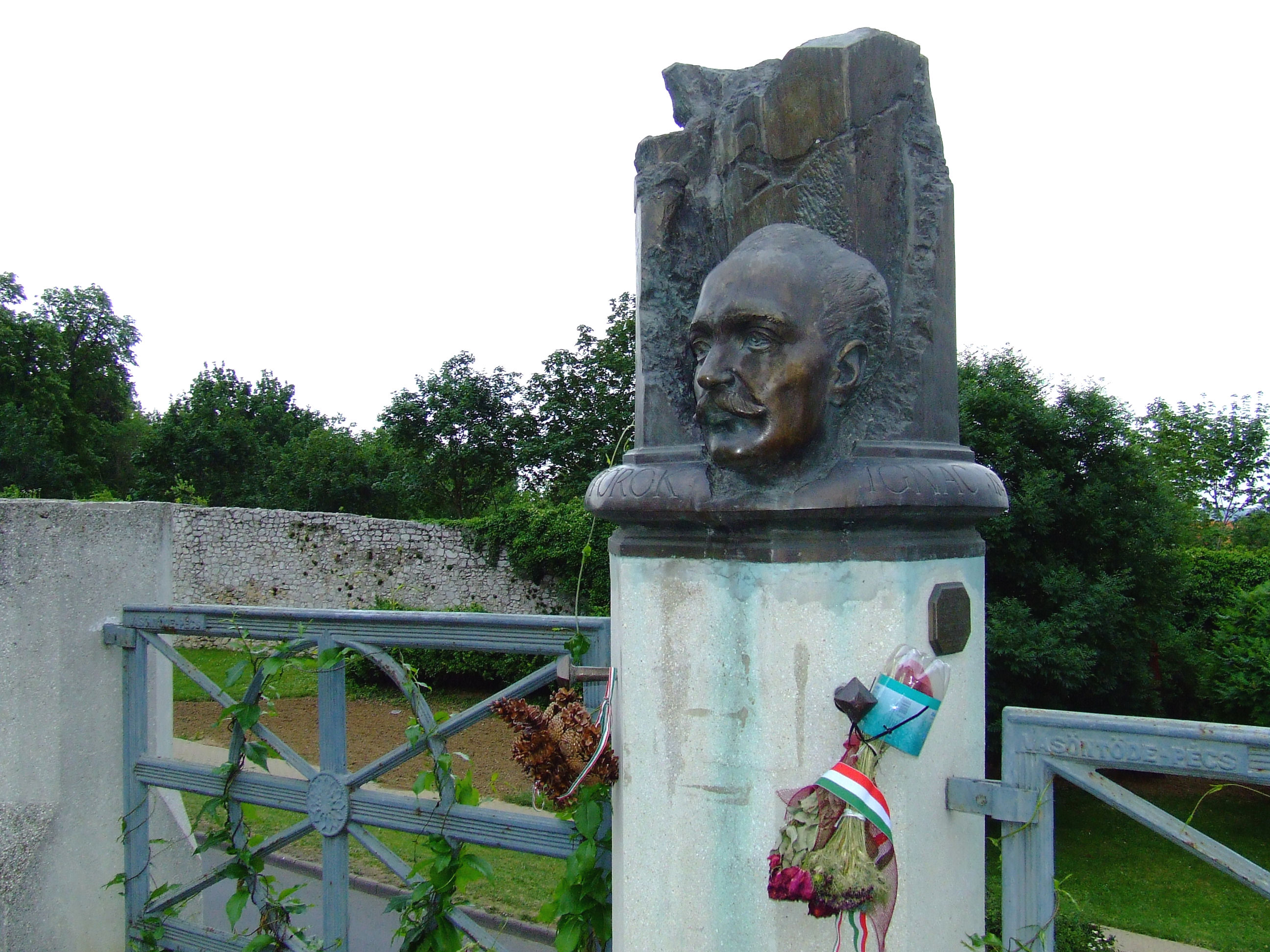
Török Ignác honvéd tábornok (1795–1849)
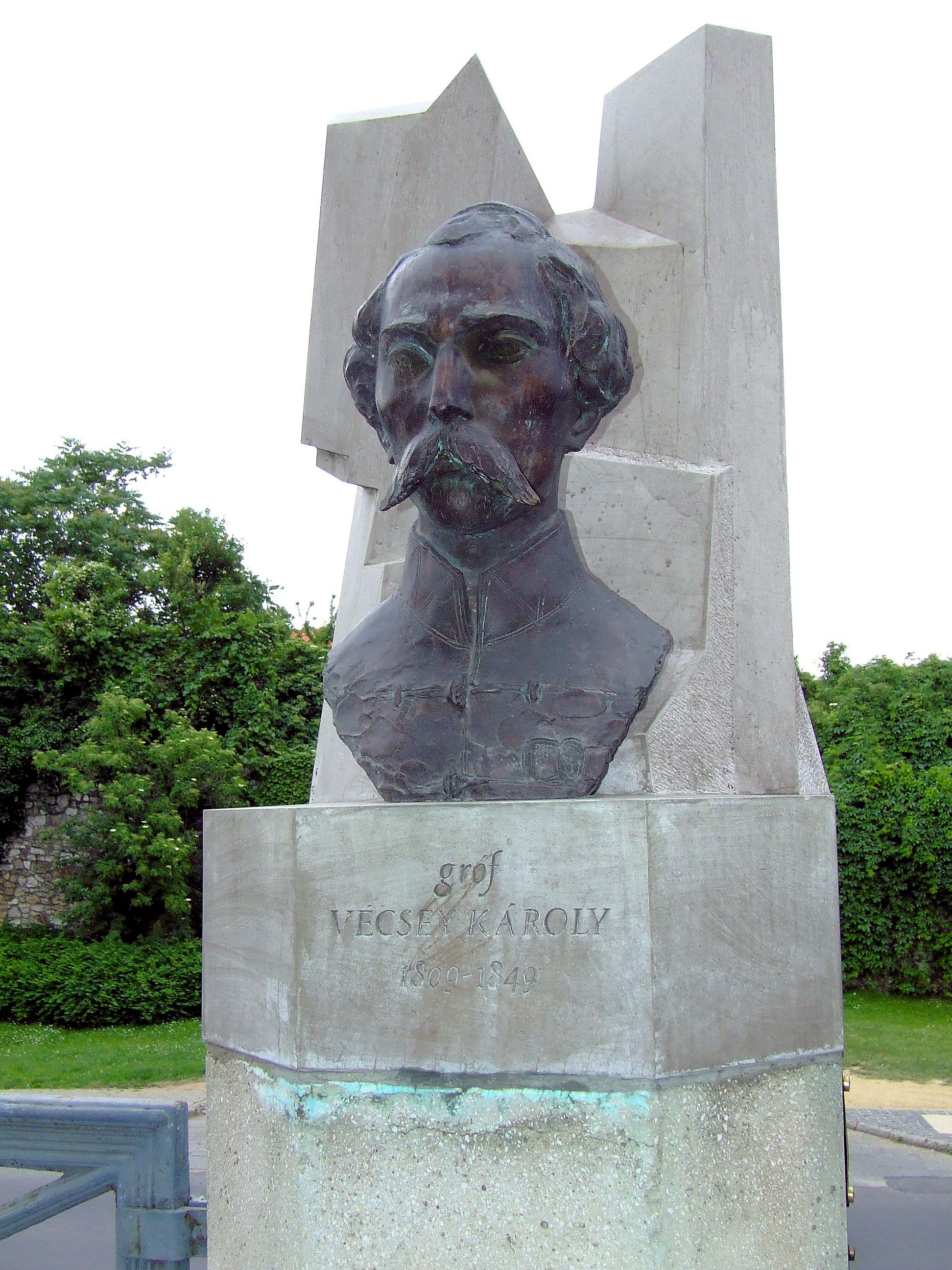
Vécsey Károly gróf, honvéd tábornok (1803-1849)

### Egyéb
- Kaposváron, a városligeti tó kis szigetén emlékköveket (szimbolikus sírkőveket) helyeztek el az aradi vértanúk emlékére.[12]